# تيتان (قمر)
تيتان هو أكبر أقمار زحل، وهو القمر الوحيد المعروف أنه له غلاف جوي كثيف، وهو الجُرم الفلكي الوحيد غير الأرض الذي تم العثور على أدلة واضحة على وجود كُتل من السائل السطحي عليه.
تيتان هو القمر الإهليلجي السادس في الترتيب بُعدًا عن زحل. وكثيرًا ما يوصف بأنه قمر يشبه الكوكب، وهو أكبر بنسبة 50% من قمر الأرض وأثقل منه بنسبة 80%. وهو ثاني أكبر قمر في النظام الشمسي بعد قمر المشتري جانيميد، وهو أكبر من كوكب عطارد ولكنه أقل منه ثقلًا بنسبة 40%. اكتشف في سنة 1655 من قِبل الفلكي الهولندي كريستيان هويجنز. تيتان كان أول قمر لزحل تم اكتشافه، والقمر السادس الذي يتم التعرف عليه (بعد قمر الأرض وأقمار جاليليو الأربعة للمشتري). مدار تيتان يبعد عن زحل مسافة 20 ضعف نصف قُطر زحل. من على سطح تيتان يقابل زحل قوس قدره 5.09 درجة ويظهر في سماء تيتان بحجم أكبر 11.4 مرة من حجم القمر في سماء الأرض.
يتكون تيتان أساسًا من الجليد ومواد صخرية. وكما هو الحال مع الزهرة قبل عصر الفضاء فقد منع الغلاف الجوي الكثيف المعتم فهم سطح تيتان حتى تم الحصول على معلومات جديدة من مهمة كاسيني-هويجنز في 2004، بما في ذلك اكتشاف البحيرات الهيدروكربونية السائلة في المناطق القطبية لتيتان. سطح تيتان منبسط بشكل عام مع عدد قليل من الفوهات الصدمية، على الرغم من وجود الجبال وعدد من البراكين الباردة المحتملة التي تم اكتشافها.
يتكون الغلاف الجوي لتيتان بشكل كبير من النيتروجين. كما تؤدي المكونات الثانوية إلى تكوين سحب من الميثان والإيثان والنيتروجين المشبع بالدخان الضبابي العضوي. كما أن المناخ -بما في ذلك الرياح والأمطار- شكّلت معالم على السطح مماثلة لتلك الموجودة على الأرض، مثل الكثبان الرملية والأنهار والبحيرات والبحار (ربما تكون مكونة من الميثان السائل والإيثان) والدلتا، وهي محكومة بأنماط طقس موسمية كما على الأرض، مع سوائلها (السطحية ودون السطحية) وجو النيتروجين القوي، دورة الميثان على تيتان مماثلة لدورة الماء على الأرض، عند درجة حرارة أقل بكثير حوالي 94 ك (−179.2 °م).
في 2005 هبط المسبار الفضائي هويجنز على سطح تيتان، وأرسل البيانات إلى الأرض لمدة 90 دقيقة. كان هذا هو أول هبوط يتم انجازه في النظام الشمسي الخارجي وأول هبوط على سطح قمر غير قمر الأرض، وهو الهبوط الأكثر بُعدًا لآلة صنعها الإنسان.

## التاريخ

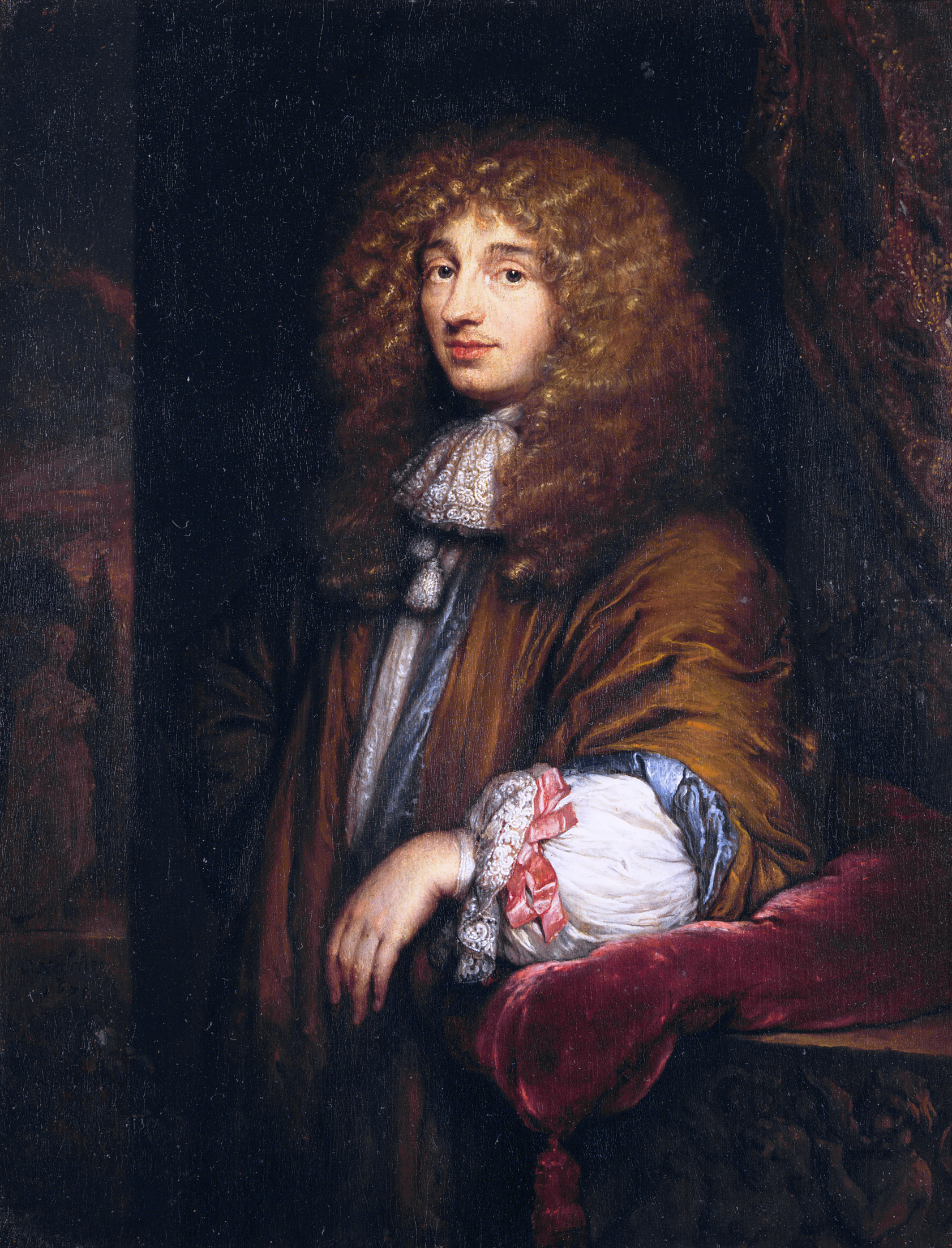
كريستيان هويجنز اكتشف تيتان في 1655.

اكتُشف تيتان في 25 مارس 1655 من قِبل الفلكي كريستيان هويجنز. وقد استلهم هوينجز من اكتشاف جاليليو لأقمار المشتري الأربعة الكبيرة في 1610 وتحسيناته لتكنولوجيا التلسكوپات. وقد بدأ كريستيان بمساعدة شقيقه قسطنطين هويجنز الصغير في بناء التلسكوپات حوالي في 1650، واكتشفا أول قمر يدور حول زحل بواسطة أحد التلسكوپات التي قاما ببناؤها. وكان القمر السادس الذي يتم اكتشافه.
اُطلق عليه اسم (Saturni Luna) أو (Luna Saturni) الذي يعني باللاتينية «قمر زحل»، ونشر في عام 1655 في (De Saturni Luna Observatio Nova) «رصد جديد لقمر زحل». وبعد أن نشر جيوڤاني كاسيني اكتشافاته لأربعة أقمار أخرى لزحل بين 1673 و1686، سقط علماء الفلك في عادة الإشارة إلى هؤلاء وتيتان بزحل I وحتى V (مع تيتان في المركز الرابع). وتشمل النعوت المبكرة الأخرى لتيتان «قمر زحل العادي». تم ترقيم تيتان رسميًا بـزحل VI‏ (Saturn VI) لأنه بعد اكتشافات 1789 تم تجميد نظام الترقيم لتجنب التسبب في المزيد من الارتباك (تيتان حمل الأرقام II وIV وكذلك VI). وقد تم اكتشاف العديد من الأقمار الصغيرة الأقرب إلى زحل منذ ذلك الوقت.
جاء اسم تيتان وأسماء جميع أقمار زحل السبعة المعروفة في ذلك الوقت من جون هيرشل (ابن ويليام هيرشل مكتشف ميماس وإنسيلادوس) في كتابه «نتائج الرصد الفلكي الذي أُجري خلال السنوات 1834, 5, 6, 7, 8 في رأس الرجاء الصالح» (Results of Astronomical Observations Made during the Years 1834, 5, 6, 7, 8, at the Cape of Good Hope). واقترح الأسماء الميثولوجية التيتان (بالإغريقية: Τιτάν) أخوة وأخوات ساترن الإغريقي كرونوس. في الميثولوجيا الإغريقية التيتان كانوا عِرق من الآلهة الأقوياء، من نسل جايا وأورانوس، التي حكمت خلال العصر الذهبي الأسطوري.

## المدار والدوران

مدار تيتان باللون الأحمر من بين الأقمار الداخلية الكبيرة الأخرى التابعة لزحل، مدارات الأقمار من الخارج إلى الداخل، إياپيتوس، هايپريون، تيتان، ريا، ديون، تثيس، إنسيلادوس، ميماس (مفقود).

يدور تيتان حول زحل مرة واحدة كل 15 يوم و22 ساعة، ومثل القمر والعديد من الأقمار التابعة للكواكب العملاقة ففترة دورانها (يومها) مطابقة لفترتها المدارية؛ تيتان مقيد بشكل مدي في دوران متزامن مع زحل، ويُظهر وجهًا واحدًا لزحل بشكلٍ دائم، لذلك فـ«يوم» تيتان يساوي فترة مداره. وبسبب ذلك توجد نقطة تحت زُحَلية على سطحه، والتي من شأنها أن الكوكب يبدو معلق مباشرة فوق مستوى الرأس. خطوط الطول على تيتان يتم قياسها نحو الغرب، بدءًا من خط الزوال الذي يمر عبر هذه النقطة. ويكون الانحراف المداري 0.0288، و يميل المستوى المداري 0.348 درجة بالنسبة إلى خط استواء زحل. وكما يُشاهد من الأرض يصل تيتان إلى مسافة زاوية حوالي 20 ضعف نصف قُطر زحل (ما يزيد قليلًا على 1,200,000 كيلومتر/750,000 ميل) بعيدًا عن زحل ويقابل قرص قُطره 0.8 ثانية قوسية.
القمر الصغير ذو الهيئة غير المنتظمة هايپريون معلق في رنين مداري تبلغ نسبته 3:4 مع تيتان. وهو رنين «بطيء وسلس» -بحيث أن هايپريون قد هاجر من مدار فوضوي- وقد اعتُبر أنه من غير المحتمل بناءً على النماذج. هايپريون من المحتمل أنه تكَّون في جزيرة مدارية مستقرة، في حين أن تيتان الضخم امتص أو قذف الأجسام التي كانت قريبة.

## خصائص الحجم
يبلغ قُطر تيتان 5,151 كيلومتر (3,201 ميل). وهو يساوي 1.06 من حجم عطارد، و1.48 من حجم القمر، و0.40 من حجم الأرض. وقبل وصول ڤوياجر 1 في 1980 كان يُعتقد أن تيتان أكبر قليلًا من جانيميد (القُطر 5,262 كيلومتر/3,270 ميل) وهو بالتالي أكبر قمر في النظام الشمسي؛ وكانت هذه المبالغة في تقدير حجمه بسبب غلافه الجوي الكثيف المعتم، والذي يمتد إلى عدة كيلومترات فوق سطحه ويزيد من قُطره الظاهر. قُطر وكتلة تيتان (وبالتالي كثافته) مماثلان للقمران جانيميد وكاليستو. بناءً على كثافته الظاهرية 1.88 ج/سم3، تكوين تيتان هو نصف جليد ونصف مواد صخرية. وعلى الرغم من أن ديون وإنسيلادوس لهما تكوين مماثل، إلا أنه أكثر منهما كثافة بسبب ضغط الجاذبية. وكتلته تبلغ 1/4226 من كتلة زحل، ما يجعله أكبر قمر للعمالقة الغازية بالنسبة لكتلته الأساسية، ومع كون تيتان يبلغ 1/22.609 من قُطر زحل، ترايتون أكبر في القُطر نسبة إلى نبتون عند 1/18.092.
من المحتمل أن طبقات تيتان متنوعة في عدة طبقات من الصخور المركزية محاطة بعدة طبقات مكونة من التكوينات البلورية الجليدية. وربما يكون باطن تيتان ساخن بما يكفي لتتواجد طبقة سائلة تتكون من «الصهارة» المكونة من الماء والأمونياك بين قشرة جليد المرحلة واحد (ice Ih) والطبقات الجليدية المُركَّبة من تكوينات الضغط العالي الجليدية. وجود الأمونياك يسمح للماء بأن يبقى في الحالة السائلة حتى في درجة حرارة منخفظة تصل إلى 176 ك (−97 °م) (من أجل النظام الأصهري مع الماء). اكتشف المسبار الفضائي كاسيني دليل على بنية طبقية في شكل موجات راديو طبيعية ذات تردد شديد الانخفاض في جو تيتان. ويُعتقد أن سطح تيتان عاكس ضعيف للموجات الراديوية ذات التردد شديد الانخفاض، لذلك ربما تكون هذه الموجات انعكاسًا للحدود السائلة-الجليدية للمحيط تحت السطحي. وقد رُصدت المعالم السطحية بواسطة المسبار كاسيني للانتقال المنتظم حتى 30 كيلومتر (19 ميل) بين أكتوبر 2005 ومايو 2007، مما يوحي بأن القشرة قد انفصلت عن المناطق الداخلية، وتعطي أدلة إضافية على وجود طبقة سائلة داخلية. وأدلة داعمة إضافية لوجود طبقة سائلة وقشرة جليدية انفصلت عن النواة الصلبة تأتي من الطريقة التي يتغير فيها الحقل المغناطيسي كما يدور تيتان حول زحل. كما أن مقارنة حقل الجاذبية مع رصد الرادار الطوبوجرافي توحي أيضًا بأن القشرة الجليدية ربما تكون صلبة إلى حد كبير.

## التكوين
يُعتقد أن أقمار المشتري وزحل قد تكونت من خلال تراكم مشترك، وهي عملية مماثلة لما يُعتقد أنه كَوّن الكواكب في النظام الشمسي. كما تكونت العمالقة الغازية الحديثة، فقد أحاطت بهم أقراص ذات مواد تجمعت تدريجًا لتصبح أقمارًا. في حين أن المشتري يستحوذ على أربعة أقمار كبيرة في مدارات شبيهة بالكواكب منتظمة بشكل كبير، فإن تيتان يتحكم على نحو كبير جدًا في نظام زحل ويستحوذ على انحراف مداري عالي لا يُفسَر على الفور من خلال التراكم المشترك وحده. وهناك نموذج مقتَرح لتكوين تيتان هو أن نظام زحل بدأ مع مجموعة من الأقمار المماثلة لأقمار جاليليو، ولكنهم تعطلوا بسبب سلسلة من الاصطدامات العملاقة والتي استمرت حتى كونت تيتان. وقد تكونت أقمار زحل متوسطة الحجم مثل إياپيتوس وريا من حطام هذه التصادمات. مثل هذه البداية العنيفة يمكن أن تفسر أيضًا انحراف تيتان المداري.
وفي 2014 اقترح تحليل النيتروجين في غلاف تيتان الجوي أنه من الممكن أن مصدره من مواد مماثلة لتلك الموجودة في سحابة أورت، وليس من مصادر وُجدت أثناء تراكم المواد المشتركة حول زحل.

## الغلاف الجوي

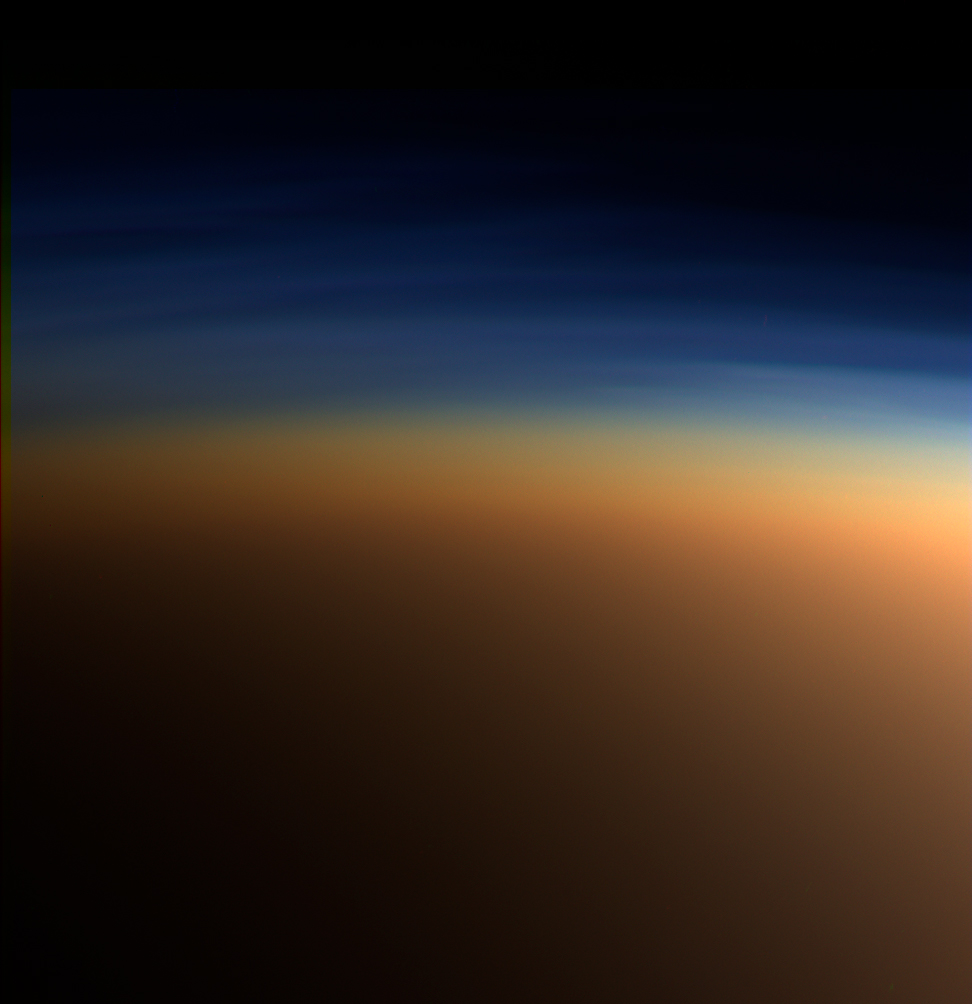
صورة بالألوان الحقيقة لغبش الغلاف الجوي لتيتان.

تيتان هو القمر الوحيد المعروف أن له غلاف جوي كبير، وغلافه الجوي هو الوحيد الغني بالنيتروجين في النظام الشمسي إلى جانب الأرض. ويشير الرصد الذي أُجري في 2004 بواسطة كاسيني إلى أن تيتان هو «دوّار عظيم» مثل الزهرة، حيث أن له غلافًا جويًا يدور بسرعة أكبر بكثير من سطحه. وقد أظهر الرصد الذي أجرته مسابر ڤوياجر الفضائية أن الغلاف الجوي لتيتان هو أكثر كثافة من نظيره الأرضي، مع ضغط السطح حول 1.45 جو. كما أنه أيضًا حوالي 1.19 مرة كثيف مثل الأرض بالمجمل. أو أنه حوالي 7.3 ضعفًا على أساس المنطقة السطحية. فعتامة طبقات الغبش تحجب معظم الضوء المرئي من الشمس والمصادر الأخرى وتحجب معالم سطح تيتان. كما أن الجاذبية المنخفضة لتيتان تعني أن غلافه الجوي أكثر توسعًا بكثير من نظيره الأرضي. وجو تيتان معتم في العديد من الأطوال الموجية ونتيجة لذلك من المستحيل الحصول على طيف الانعكاس الكامل للسطح من المدار. ولم يتم الحصول على أول صور مباشرة لسطح تيتان إلا بعد وصول المسبار الفضائي كاسيني-هويجنز في 2004.

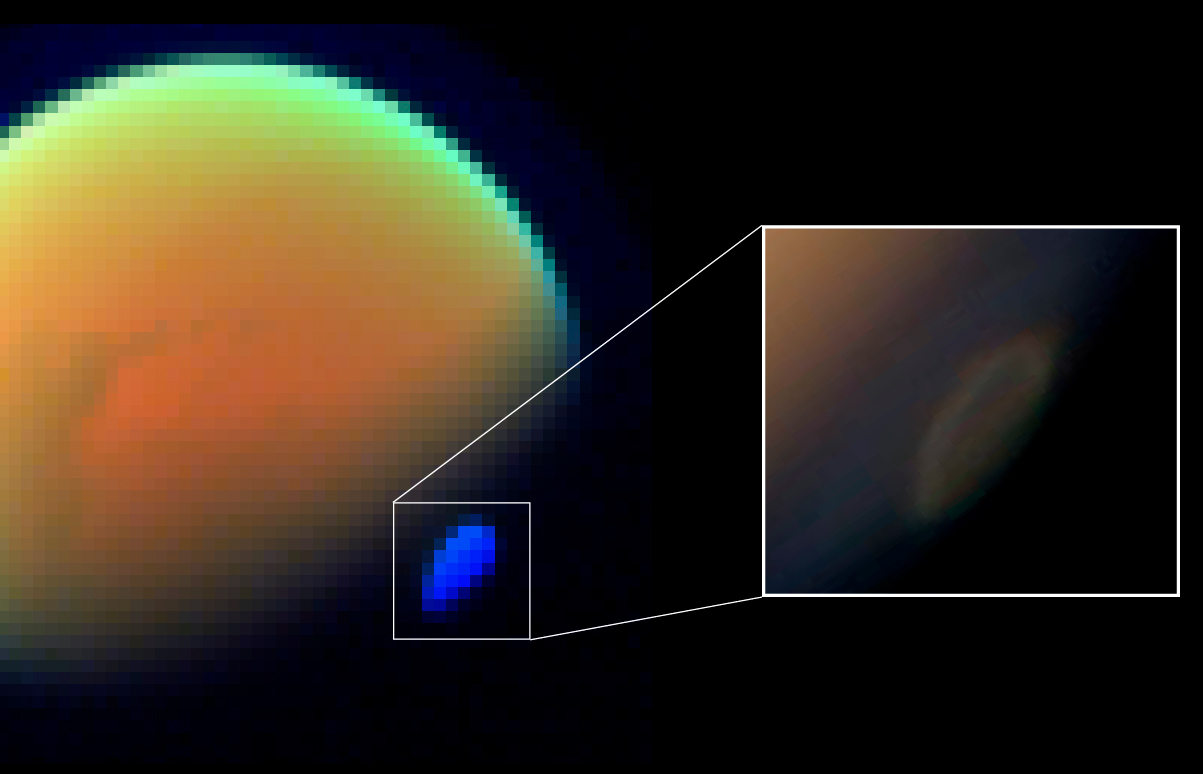
دوامة قُطب تيتان الجنوبي سحابة دوارة من غاز سيانيد الهيدروجين (29 نوفمبر، 2012)

تكوين الغلاف الجوي لتيتان في طبقة الستراتوسفير 98.4% من النيتروجين مع الـ1.6% المتبقية تتكون معظمها من الميثان (1.4%) والهيدروجين (0.1–0.2%). كما أن هناك كميات ضئيلة من الهيدروكربونات الأخرى مثل الإيثان وثنائي الأسيتيلين والميثيلاسيتيلين والأسيتيلين والپروپان، وغازات أخرى مثل السيانواسيتيلين وسيانيد الهيدروجين وثنائي أكسيد الكربون وأحادي أكسيد الكربون والسيانوجين والأرجون والهيليوم. ويُعتقد أن الهيدروكربونات تكونت في الغلاف الجوي العلوي لتيتان في التفاعلات الناتجة عن تفكك الميثان بواسطة ضوء الشمس فوق البنفسجي، ناتجًا دخان ضبابي برتقالي سميك. تيتان يقضي 95% من وقته داخل الغلاف المغناطيسي لزحل، والذي قد يقيه من الرياح الشمسية. الطاقة الصادرة من الشمس يجب أن تحول كل آثار الميثان في غلاف تيتان الجوي إلى هيدروكربونات أكثر تعقيدًا في غضون 50 مليون سنة—وهو وقت قصير مقارنة مع عمر النظام الشمسي. وهذا يشير إلى أنه يجب تجديد الميثان بواسطة خزان على أو في داخل تيتان نفسه. ومن الممكن أن يكون المصدر الأساسي للميثان في الغلاف الجوي لتيتان في داخله نشأ عن طريق ثورات البراكين الباردة.

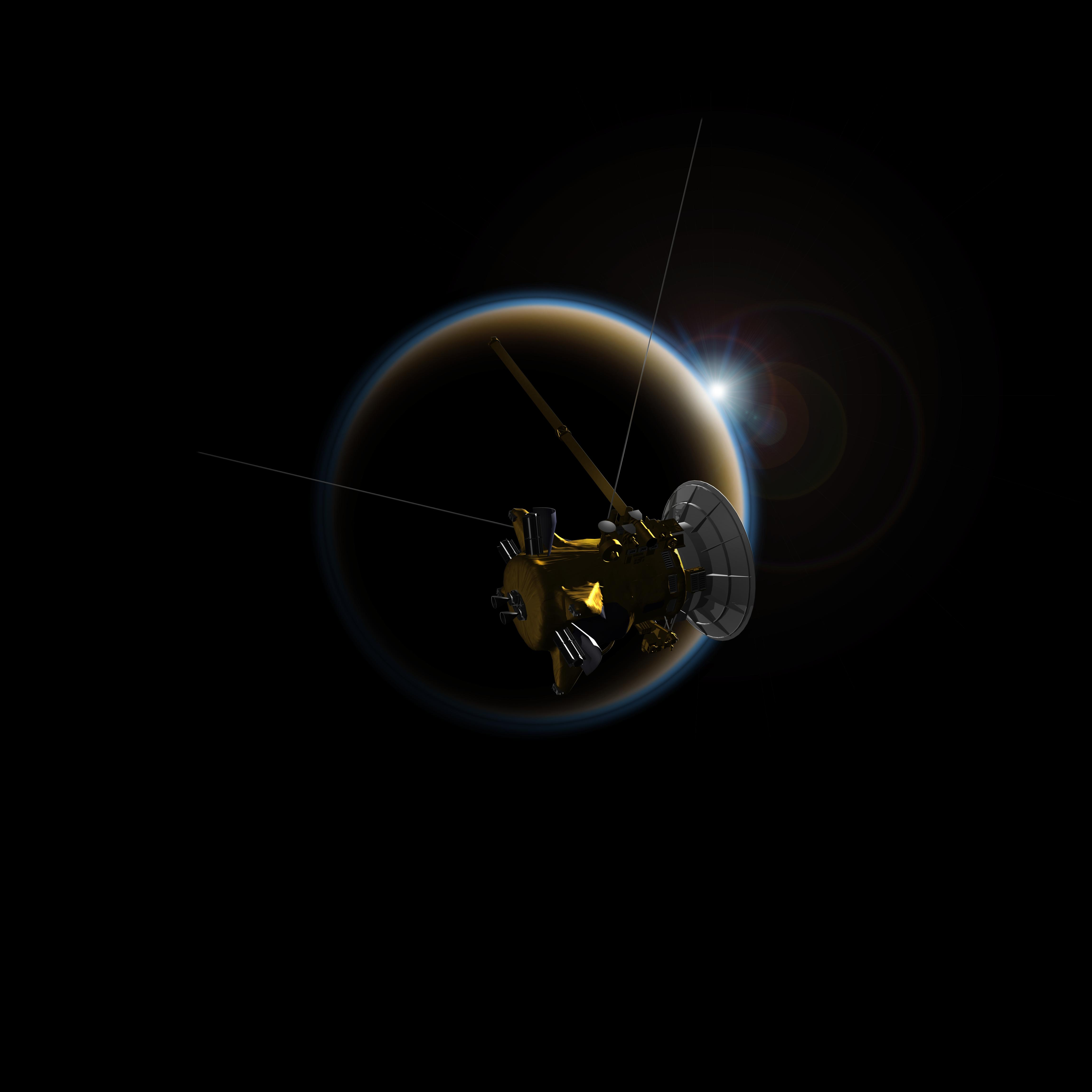
دراسات غروب الشمس على تيتان من قِبل كاسيني تساعد على فهم أفضل للأغلفة الجوية للكواكب خارج النظام الشمسي (مفهوم فنان).

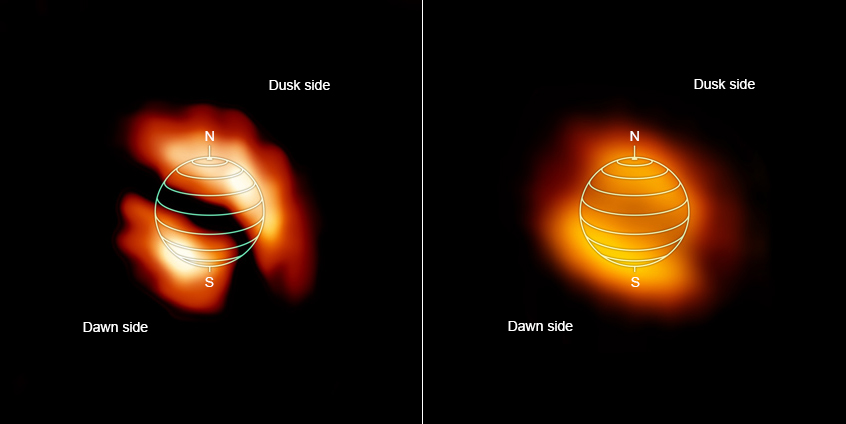
الآثار العضوية الغازية في غلاف تيتان الجوي الـHNC (يسار) والـHC_{3}N (يمين).

في 3 أبريل 2013 أعلنت ناسا أن المُركبات العضوية يمكن أن تنشأ على تيتان، بناءً على دراسات محاكاة الغلاف الجوي لتيتان.
وفي 6 يونيو 2013 أعلن علماء في معهد الفيزياء الفلكية في أندلوسيا (IAA-CSIC) عن الكشف عن هيدروكربونات عطرية متعددة الحلقات في الغلاف الجوي العلوي لتيتان.
في 30 سپتمبر 2013 تم الكشف عن الپروپيلين في الغلاف الجوي لتيتان بواسطة كاسيني باستخدام مطياف الأشعة تحت الحمراء المُركب (CIRS). وهذه هي المرة الأولى تم العثور على پروپيلين على أي قمر أو كوكب آخر غير الأرض وهذه هي المادة الكيميائية الأولي التي عثر عليها (CIRS). إن اكتشاف الپروپيلين يملأ فجوة غامضة في الرصد الذي يعود إلى أول رحلة فضائية إلى تيتان بواسطة المسبار ڤوياجر 1 في 1980، الذي اكتشف خلالها أن العديد من الغازات التي يتكون منها غبش تيتان البُنّي كانت هيدروكربونات، والتي تكونت نظريًا عن طريق إعادة تركيب راديكالية من خلال التحلل الضوئي لأشعة الشمس فوق البنفسجية بواسطة الميثان.
وفي 24 أكتوبر 2014 ثم العثور على الميثان في سُحب قُطبية على تيتان.

## المناخ

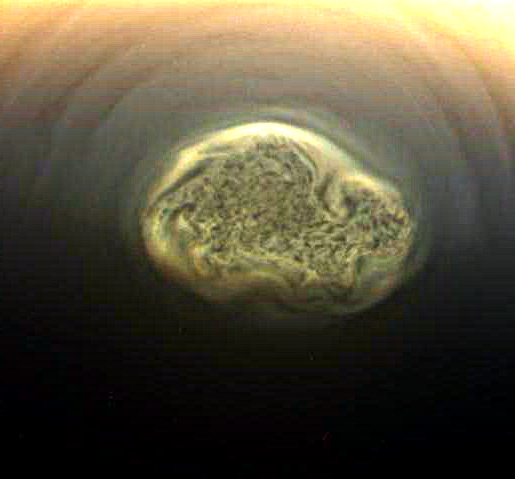
دوامة قطبية على القطب الجنوبي لتيتان.

درجة حرارة سطح تيتان حوالي 94 ك (−179.2 °م)، عند درجة الحرارة تلك الجليد يكون لديه ضغط بخار ماء شديد الانخفاض، لذلك فالقليل من البخار يظهر بشكل محدود في طبقة الستراتوسفير. تيتان يتلقي حوالي 1% من ضوء الشمس الذي تتلقاه الأرض. والغلاف الجوي السميك لتيتان يمتص حوالي 90% من ضوء الشمس قبل وصوله إلى السطح، تاركًا فقط 0.1% من كمية الضوء التي تتلقاها الأرض.
الغلاف الجوي الميثاني يخلق تأثير البيت الزجاجي على سطح تيتان، والذي بدونه سيكون تيتان أكثر برودة. وعلى العكس من ذلك فإن الغبش يساهم في تأثير مضاد للبيت الزجاجي من خلال عكس ضوء الشمس إلى الفضاء مُلغيًا جزء من تأثير البيت الزجاجي وجعل سطحه أكثر برودة بكثير من الغلاف الجوي العلوي.

سحب ميثان متحركة (يوليو 2014).

سحب تيتان التي تتكون على الأرجح من الميثان والإيثان أو غيرهما من المواد العضوية البسيطة هي متناثرة ومتغيرة وتتخلل الغبش بشكل كامل. وتشير نتائج رصد مسبار هويجنز إلى أن جو تيتان يمطر ميثان سائل ومواد عضوية أخرى على سطحه.
تغطي السحب عادةً 1% من قرص تيتان، رغم أن الأحداث المتفجرة تم رصدها بحيث أن الغطاء السحابي يتوسع سريعًا ليصل إلى 8%. وتؤكد إحدى الفرضيات أن السحب الجنوبية تكونت عندما ارتفعت مستويات ضوء الشمس خلال الصيف الجنوبي وهو ما يؤدي إلى ارتفاع في الغلاف الجوي مسببًا الحمل الحراري. وهذا التفسير هو معقد وفقًا لحقيقة أن تكوين السحب تم رصده ليس فقط بعد الانقلاب الصيفي الجنوبي ولكن أيضًا خلال منتصف الربيع. مسببًا زيادة رطوبة الميثان في القطب الجنوبي والتي ربما تساهم في زيادة سريعة في حجم السحب. وقد كان الصيف في النصف الجنوبي لتيتان حتى 2010 عندما نقل مدار زحل -الذي يتحكم في حركة تيتان- نصف تيتان الشمالي نحو ضوء الشمس. وعندما تتبدل المواسم يتوقع أن الإيثان سوف يبدأ في التكثف فوق القطب الجنوبي.

## معالم السطح

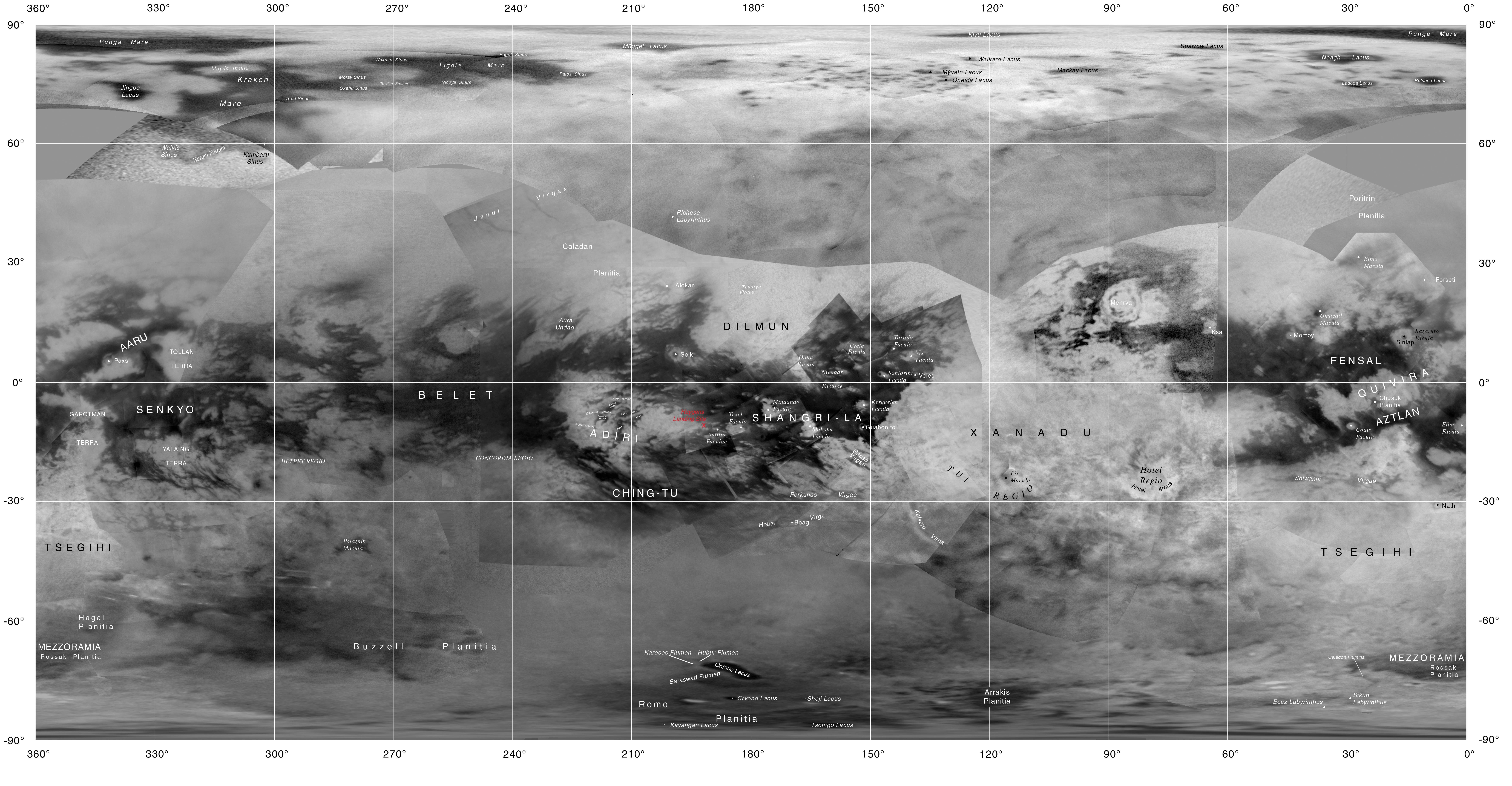
صورة عالمية لتيتان - مع تسميات الاتحاد الفلكي الدولي (IAU).

لقد وُصف سطح تيتان بأنه «معقد ومعالِج للسوائل وحديث العهد جيولوجيًا». تيتان موجود منذ تكوين النظام الشمسي ولكن سطحه عمره أصغر بكثير، ما بين 100 مليون و1 مليار سنة، وربما تكون العمليات الجيولوجية قد أعادت تشكيل سطح تيتان. سماكة الغلاف الجوي لتيتان تبلغ مرتين ضعف سماكة نظيره الأرضي، وهو ما يجعل من الصعب على الأجهزة الفلكية أن تصور سطحه في طيف الضوء المرئي. ويستخدم المسبار كاسيني أجهزة الأشعة تحت الحمراء، ومقياس الارتفاع الراداري ورادار الفتحة التركيبية (SAR) لتصوير أجزاء خريطة تيتان خلال الطيران المنخفض القريب. الصور الأولى كشفت جيولوجيا متنوعة متضمنة كل من المناطق الوعرة والملساء، وهناك معالم قد تكون بركانية في الأصل، تقذف المياه المختلطة مع 
الأمونياك إلى السطح. وهناك أدلة أيضًا على أن القشرة الجليدية لتيتان ربما تكون صلبة بشكل كبير، وهو ما يوحي بأن هناك نشاط جيولوجي محدود.

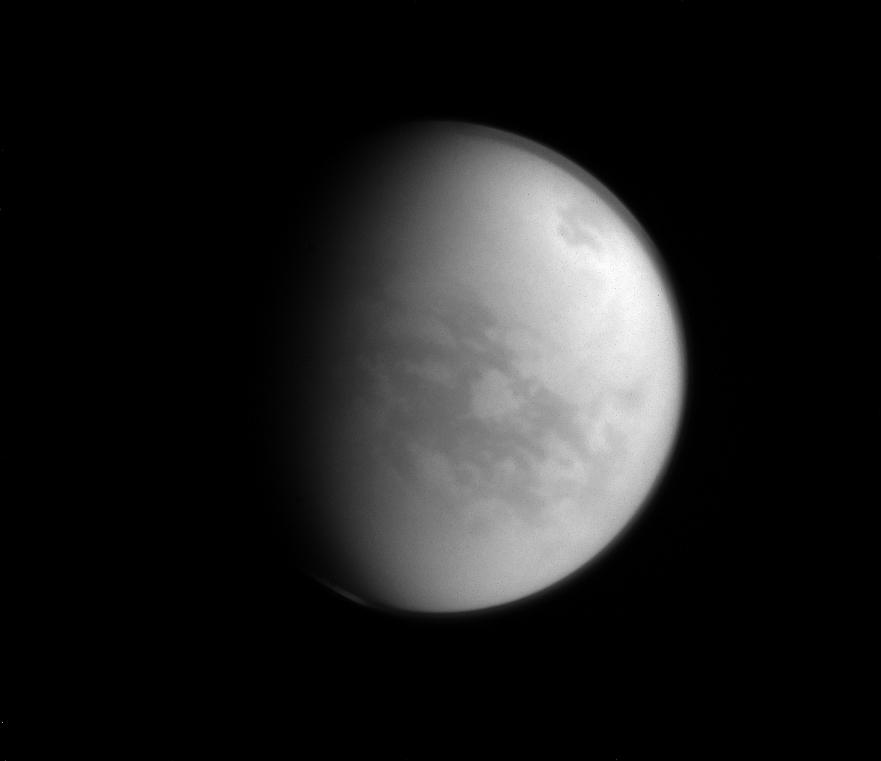
منطقة سينكيو

هناك أيضًا معالم مُخَططة، بعضها يصل طولها إلى مئات الكيلومترات والتي يبدو أنها حدثت بسبب جسيمات الرياح. وقد أظهر الفحص أيضًا أن السطح قد يكون أملس نسبيًا؛ وهناك أشياء قليلة تبدو وكأنها فوهات صدمية تم ملؤها، ربما عن طريق أمطار الهيدروكربونات أو البراكين. ويشير مقياس الارتفاع الراداري إلى أن تباين الارتفاع منخفض ولا يزيد عادةً عن 150 متر. وتم اكتشاف تغييرات عرضية على ارتفاع 500 متر، تيتان لديه جبال يصل ارتفاعها أحيانًا إلى عدة مئات من الأمتار وإلى أكثر من 1 كيلومتر.
يتسم سطح تيتان بمناطق واسعة من التضاريس الساطعة والداكنة. هذه المناطق تتضمن زانادو، وهي منطقة استوائية عاكسة كبيرة في حجم أستراليا تقريبًا. تم تحديدها لأول مرة من صور الأشعة تحت الحمراء التقطها تلسكوپ هابل الفضائي في 1994، ثم تم تصويرها لاحقًا بواسطة المسبار كاسيني. تمتلئ المناطق الملتوية بالتلال وتقطعها الوديان والشقوق. وهي متقاطعة في أماكن بواسطة خطوط داكنة—معالم طوبوجرافية متعرجة تشبه النتوءات الجبلية والصدوع. هذه ربما تمثل النشاط التكتوني، والتي من الممكن أنها تشير إلى أن زانادو هي منطقة حديثة جيولوجيًا، وبدلًا من ذلك قد تكون هذه الخطوط قنوات تكونت بواسطة سوائل، وهو ما يشير إلى تضاريس قديمة تم قطعها بواسطة أنظمة تدفقية. هناك مناطق داكنة ذات أحجام مماثلة في أماكن أخرى على تيتان تم رصدها من على الأرض وبواسطة كاسيني؛ واحدة منها على الأقل هي لايجيا ماري، ثاني أكبر بحر على تيتان، وهو تقريبًا بحر من الميثان النقي.
|                                                                               | |                                                                    |                                          |
| فسيفساء تيتان من كاسيني في فبراير 2005. المنطقة الداكنة الكبيرة هي شانجري-لا. | صورة تيتان بالألوان الزائفة تُظهر تفاصيل السطح والغلاف الجوي مع زانادو في المنطقة الساطعة في الوسط-اليمين. | صورة عالمية لتيتان، فسيفساء من صور الأشعة تحت الحمراء مع التسميات. | تيتان كما يُرى بواسطة الأشعة تحت الحمراء. |

### البحيرات

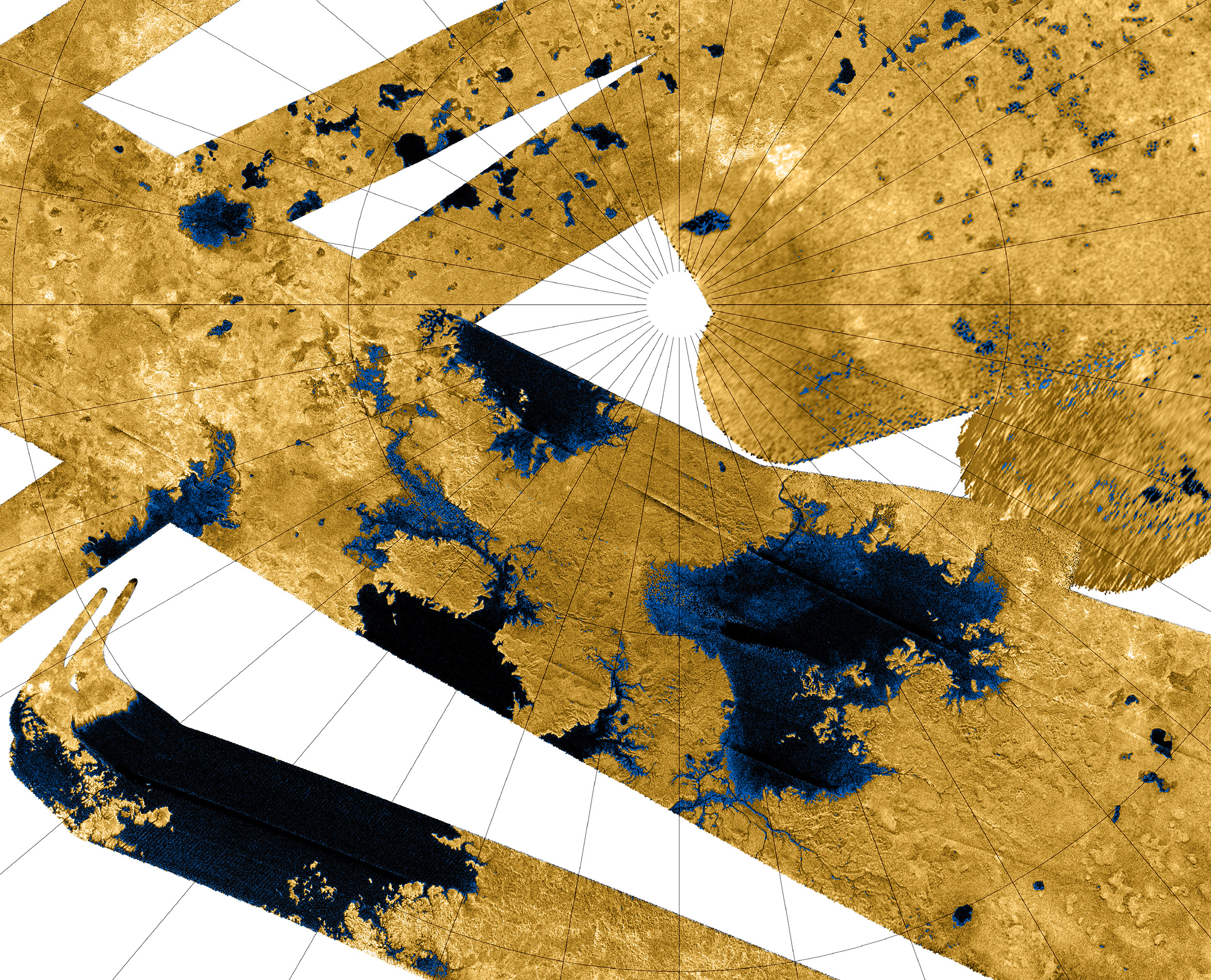
فسيفساء رادارية بالألوان الزائفة للمنطقة القطبية الشمالية لتيتان. اللون الأزرق يشير إلى انعكاسية الرادار المنخفضة المتسبب فيها البحار الهيدروكربونية والبحيرات وشبكات الرافد المملوءة بالإيثان السائل والميثان والنيتروجين المتحلل. البحر كراكن ماري يظهر نصفه تقريبًا أسفل اليسار، بينما لايجيا ماري في أسفل اليمين.

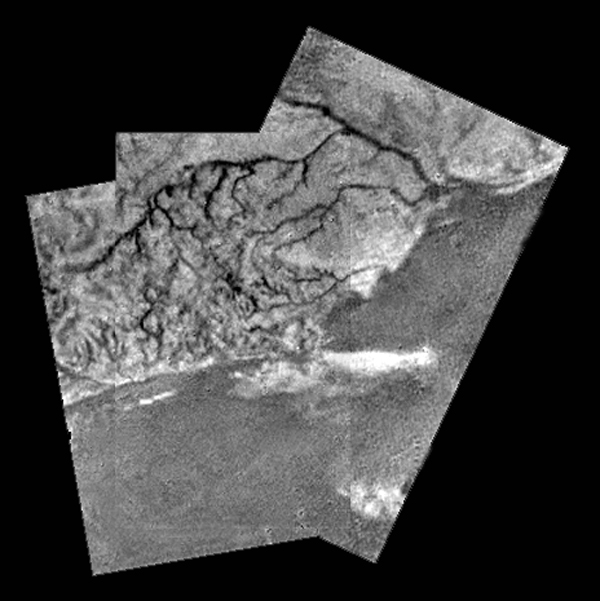
فسيفساء لثلاثة صور التقطها المسبار هويجنز لنظام القنوات على تيتان.

تم اقتراح احتمالية وجود بحار هيدروكربونية على تيتان بناءً على بيانات ڤوياجر 1 و2 التي أظهرت أن تيتان لديه غلاف جوي سميك مُكَوَّن تقريبًا من درجة الحرارة والمُرَكَّبات المناسبة لدعمه، ولكن لم يتم الحصول على أدلة مباشرة حتى 1995 عندما أشارت بيانات من هابل ومراصد أخرى إلى وجود الميثان السائل على تيتان، إما في جيوب منفصلة أو على نطاق محيطات بعرض القمر، بشكل مماثل للمياه على الأرض.
وقد أكدت مهمة كاسيني الفرضية السابقة، فعندما وصل المسبار إلى نظام زحل 2004 كان من المأمول أن يتم الكشف عن البحيرات والمحيطات الهيدروكربونية من خلال انعكاس ضوء الشمس على سطحها، ولكن لم يتم رصد أية انعكاسات منتظمة في البداية. وبالقرب من القطب الجنوبي لتيتان تم التعرف على مَعلم داكن مبهم تمت تسميته أونتاريو لاكوس (تم التأكد فيما بعد من أنه بحيرة). كما تم تحديد ضفة محتملة بالقرب من القطب بواسطة التصوير الراداري. بعد طيران منخفض في 22 يوليو 2006 حيث صور رادار المسبار كاسيني خطوط العرض الشمالية (التي كانت في ذلك الوقت في فصل الشتاء)، كما شوهدت عدة بقع كبيرة ملساء (وبالتالي داكنة بالنسبة للرادار) تُنَقط السطح بالقرب من القطب. وبناءً على الرصد، أعلن العلماء «دليل نهائي على بحيرات مملوءة بالميثان على قمر زحل تيتان» في يناير 2007. وخلص فريق كاسيني-هويجنز إلى أن المعالم المصورة هي بالتأكيد تقريبًا البحيرات الهيدروكربونية التي طال البحث عنها، وهي أول أجسام مستقرة لسطح سائل يتم العثور عليها خارج الأرض. ويبدو أن بعضها يمتلك قنوات مرتبطة بالسائل كامنة في الانخفاضات الطوبوجرافية. ويبدو أن عوامل التعرية السائلة قد حدثت مؤخرًا، فالقنوات في بعض المناطق تسببت بشكل مفاجئ في تعرية ضئيلة، مما يشير إلى أن التعرية على تيتان بطيئة جدًا، أو أن بعض الظواهر الحديثة ربما تكون قد محت مجاري الأنهار القديمة والمعالم الأرضية. وقد أظهر رصد رادار كاسيني أن البحيرات تغطي فقط بضعة في المئة من السطح، مما يجعل تيتان أكثر جفافًا من الأرض. معظم البحيرات تتركز بالقرب من القطبين (حيث أن النقص النسبي في ضوء الشمس يمنع التبخر)، ولكن تم اكتشاف العديد من البحيرات الهيدروكربونية طويلة الأمد في المناطق الاستوائية الصحراوية، بما في ذلك واحدة بالقرب من موقع هبوط المسبار هويجنز في منطقة شانجري-لا، وهي تقارب نصف حجم البحيرة المالحة الكبرى في ولاية يوتا الأمريكية. البحيرات الاستوائية هي «واحات» على الأرجح، أي أنها موارد جوفية محتملة تحت الأرض.
وفي يونيو 2008 أكد مطياف رسم الخرائط البصرية والأشعة تحت الحمراء (Visible and Infrared Mapping Spectrometer-VIMS) على كاسيني وجود الإيثان السائل بدون شك في أونتاريو لاكوس. وفي 21 ديسمبر 2008 مرت كاسيني مباشرة فوق أونتاريو لاكوس ورصدت انعكاس منتظم في الرادار. وقد أشبعت قوة الانعكاس مستقبِل المسبار، مما يشير إلى أن مستوى البحيرة لم يتغير بأكثر من 3 مم (مما يعني إما أن الرياح السطحية كانت ضئيلة، أو أن السائل الهيدروكربوني للبحيرة لزج).
إن الانعكاسات المنتظمة تدل على وجود سطح أملس يشبه المرآة، وبالتالي فإن الرصد يؤكد الاستنتاج بشأن وجود جسم سائل كبير من تصوير الرادار. وقد تم عمل هذا الرصد بعد فترة وجيزة من ظهور المنطقة القطبية الشمالية بعد 15 عامًا من الظلام الشتوي.

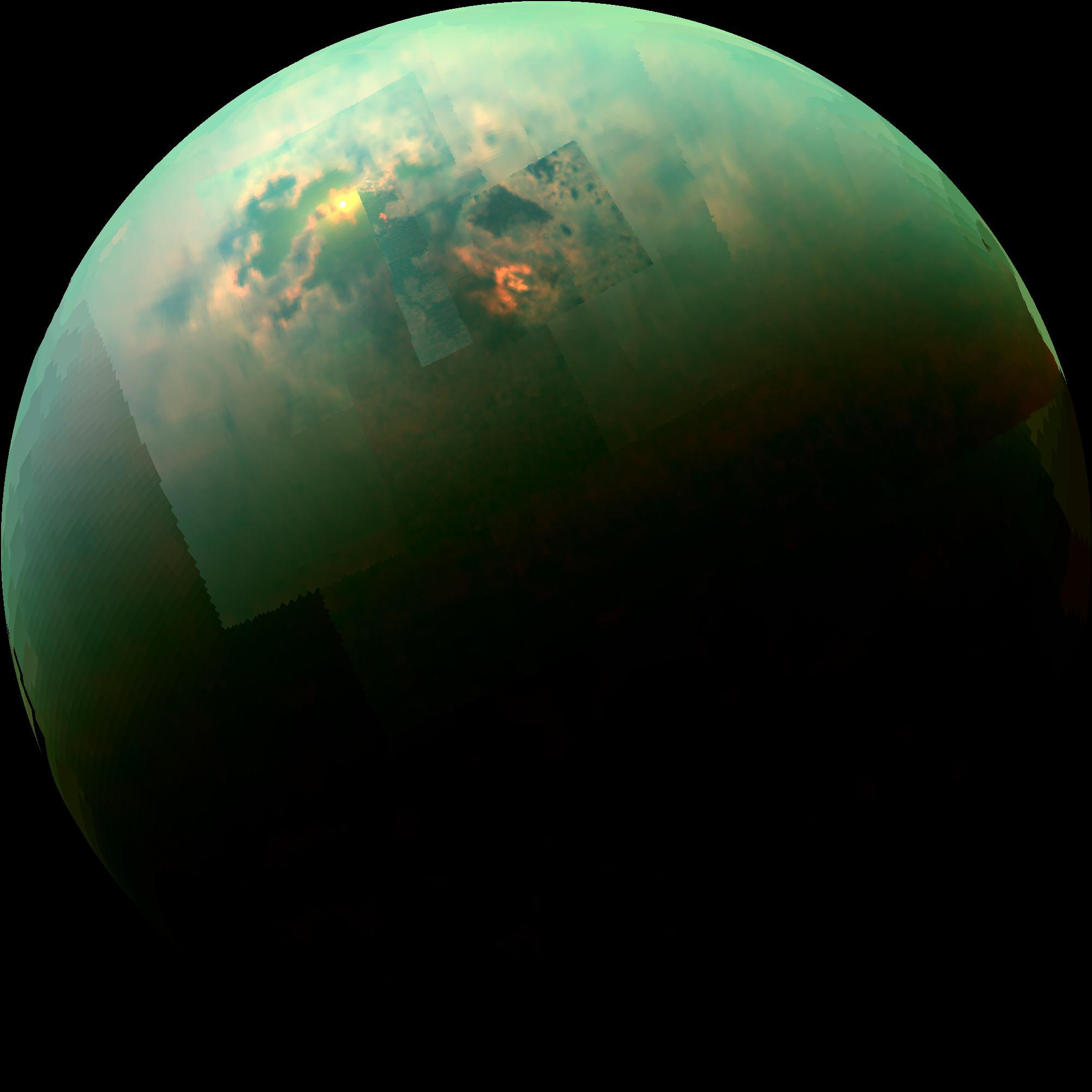
الإشعاع القريب من الأشعة تحت الحمراء من الشمس ينعكس من بحار تيتان الهيدروكربونية.

وفي 8 يوليو 2009 رصد (VIMS) انعكاس منتظم يدل على وجود سطح أملس مثل المرآة، لما ما يسمى اليوم چينجپو لاكوس، وهي بحيرة في المنطقة القطبية الشمالية بعد وقت قصير من ظهور المنطقة بعد 15 عامًا من الظلام الشتوي.
وقد أظهرت قياسات الرادار المبكرة التي أجريت في يوليو 2009 ويناير 2010 أن أونتاريو لاكوس ضحلة للغاية، ويبلغ متوسط عمقها 0.4–3 متر، والعمق الأقصى من 3 إلى 7 أمتار (9.8 إلى 23.0 قدم). وفي مقابل ذلك تم رسم خريطة لايجيا ماري في نصف تيتان الشمالي في البداية إلى أعماق تتجاوز 8 أمتار، وهو الحد الأقصى الذي يمكن تمييزه بواسطة جهاز الرادار وتقنيات التحليل في ذلك الوقت. وفي التحليل العلمي اللاحق الذي صدر في 2014 خريطة أكثر اكتمالًا لأعماق بحار تيتان الميثانية الثلاثة أظهر أعماقًا تصل لأكثر من 200 متر (660 قدم). يتراوح عمق لايجيا ماري من 20 إلى 40 متر (من 66 إلى 131 قدم)، في حين أن أجزاءً أخرى من لايجيا لم تسجل أي انعكاس راداري على الإطلاق، مما يشير إلى عمق يزيد عن 200 متر. في حين أن لايجيا ثاني أكبر بحيرة ميثانية على تيتان «تحتوي على ميثان سائل يكفي لملء ثلاثة بحيرات ميتشجان».
وأثناء طيران منخفض في 26 سپتمبر 2012 اكتشف رادار كاسيني في المنطقة القطبية الشمالية لتيتان ما يُحتمل أنه نهر طوله أكثر من 400 كيلومتر. وقد تمت مقارنته مع أطول نهر على الأرض النيل، وهذا المَعلم متصل بلايجيا ماري. ولاحقًا نُشرت ورقة («أخاديد مملوءة بالسوائل على تيتان») في رسائل البحوث الجيوفيزيائية في 9 أغسطس 2016 قدمت تقريرًا عن رصد رادار كاسيني في مايو 2013 رصد مقياس الارتفاع لقنوات ڤيد فلومينا (Vid Flumina)، عُرِّفَت على أنها شبكة تصريف متصلة بلايجيا ماري. أظهر تحليل مقياس الارتفاع أن القنوات تقع في أعماق (تصل إلى ~570 م ارتفاعًا) أخاديد منحدرة الجوانب ولها انعكاسات براقة سطحية قوية تشير إلى أنها حاليًا مملوءة بالسوائل. وارتفاعات السوائل في هذه القنوات عند نفس المستوى كما في لايجيا ماري إلى داخل دِقة عمودية تبلغ حوالي 0.7 م، بما يتسق مع تفسير وديان الأنهار الغارقة، كما تم أيضًا رصد انعكاسات منتظمة في روافد مرتفعة ذات تنظيم أقل وهي أعلى من مستوى لايجيا ماري، وهو ما يتسق مع التغذية التصريفية في نظام القنوات الرئيسي. وهذا من المحتمل أنه أول دليل مباشر على وجود قنوات سائلة على تيتان وأول رصد يصل لعمق مائة متر في أخاديد تيتان. وبالتالي فأخاديد ڤيد فلومينا غرقت في البحر ولكن هناك عدد قليل من الرصد المنفصل يثبت وجود سوائل سطحية على ارتفاعات أعلى.
وخلال ستة مرات من الطيران المنخفض على تيتان من 2006 إلى 2011 جمع كاسيني تتبع القياس الإشعاعي وبيانات الملاحة البصرية والتي من خلالها يستطيع المحققين تقريبًا استنتاج تغيير شكل تيتان. كثافة تيتان متسقة مع جسمه الذي يتكون من 60% صخور و40% مياه، وتشير تحليلات الفريق إلى أن سطح تيتان يمكن أن يرتفع وينخفض بمقدار 10 أمتار خلال كل مدار. هذه الدرجة من الاعوجاج تشير إلى أن باطن تيتان لدِن نسبيًا، وأن نموذج تيتان الأكثر احتمالًا هو قشرة جليدية سُمكها عشرات الكيلومترات تطفو فوق محيط عالمي. النتائج التي توصل إليها الفريق مع نتائج الدراسات السابقة تشير إلى أن محيط تيتان ربما لا يبعد أكثر من 100 كم (62 ميل) تحت سطحه. وفي 2 يوليو أعلنت ناسا أن المحيط بداخل تيتان قد يكون مالحًا مثل البحر الميت. وفي 3 سپتمبر 2014 أعلنت ناسا عن دراسات تشير إلى أن الميثان المتهاطل على تيتان ربما يتفاعل مع طبقة من المواد الجليدية تحت الأرض، سُميت «ألكانوفر» (alkanofer) لإنتاج الإيثان والپروپان اللذان ربما يغذيان في النهاية الأنهار والبحيرات.
وفي 2016 عثرت كاسيني على أول دليل على وجود قنوات مملوءة بالسوائل على تيتان، في سلسلة من الأخاديد العميقة المنحدرة المتدفقة إلى لايجيا ماري. هذه الشبكة من الأخاديد التي يُطلق عليها اسم ڤيد فلومينا يتراوح عمقها بين 240 و570 مترًا ولها جوانب منحدرة بزاوية 40° درجة. يُعتقد أنها قد تكونت إما من خلال ارتفاع القشرة مثل الجراند كانيون على الأرض، أو بانخفاض مستوى سطح البحر، أو ربما مزيجًا من الاثنين. ويشير عمق التعرية إلى أن التدفقات السائلة في هذا الجزء من تيتان هي معالم طويلة الأمد وأنها تستمر لآلاف السنين.
| | |
| صورة لانعكاس الأشعة تحت الحمراء المنتظم على چينجپو لاكوس وهي بحيرة في المنطقة القطبية الشمالية لتيتان. | رسم منظوري لرؤية الرادار لبولسينا لاكوس (أسفل اليمين) وغيرها من البحيرات الهيدروكربونية في نصف تيتان الشمالي. |
| | |
| صور متباينة لعددٍ من البحيرات في نصف تيتان الشمالي (يسار) ونصفه الجنوبي (يمين).                         | صورتان لنصف تيتان الجنوبي تفصل بينهما سنة واحدة، تُظهران التغييرات في البحيرات القطبية الجنوبية.               |

### الفوهات الصدمية

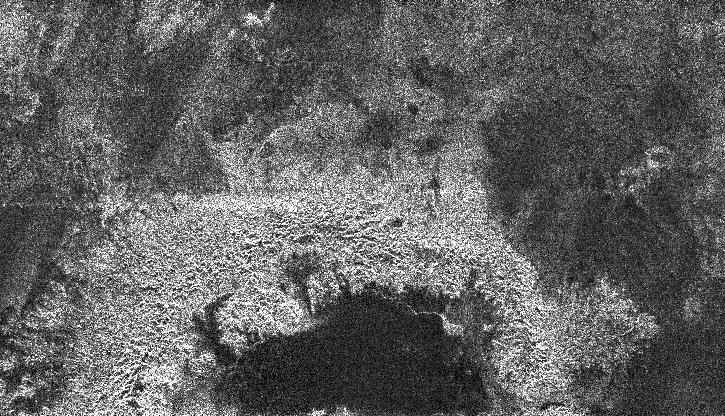
صورة برادار الفتحة التركيبية لفوهة صدمية قُطرها 139 كم على سطح تيتان، تُظهر أرضية ملساء وحافة وعرة وقمة مركزية محتملة.

كشف رادار الفتحة التركيبية وبيانات التصوير من كاسيني عدد قليل من الفوهات الصدمية على سطح تيتان. ويبدو أن هذه الاصطدامات حديثة نسبيًا مقارنة بعمر تيتان. عدد قليل من الفوهات الصدمية تم اكتشافها من بينها حوض صدمي مزدوج الحلقات عرضه 440 كم (270 ميل) سُميّ مينرڤا (Menrva) شوهد بواسطة (ISS) في كاسيني كنمط مركزي ساطع-داكن. كما تم رصد أيضًا فوهة أرضية مسطحة أصغر حجمًا عرضها 60 كم (37 ميل) سُميت «سينلاپ» (Sinlap) وحفرة أخرى 30 كم (19 ميل) لها قمة مركزية وأرضية داكنة سُميت «كسا» (Ksa). كما كشف أيضًا التصوير الراداري وكاسيني معالم «أشكال تشبه الفوهات» دائرية على سطح تيتان قد تكون لها علاقة بالاصطدامات، إلا أنها تفتقر إلى بعض المعالم التي يمكن أن تؤكد ذلك. على سبيل المثال رصد كاسيني حلقة من المواد الساطعة الوعرة عرضها 90 كم (56 ميل) عُرفت باسم جوابونيتو. يُعتقد أن هذا المَعلم هو فوهة صدمية امتلأت برواسب داكنة بفعل الرياح. تم رصد أيضًا عدة معالم مماثلة في المنطقتين الداكنتين شانجري-لا وآرو (Aaru). ورصد الرادار العديد من المعالم الدائرية التي من المحتمل أن تكون فوهات في المنطقة الساطعة زانادو أثناء طيران كاسيني المنخفض على تيتان في 30 أبريل 2006.

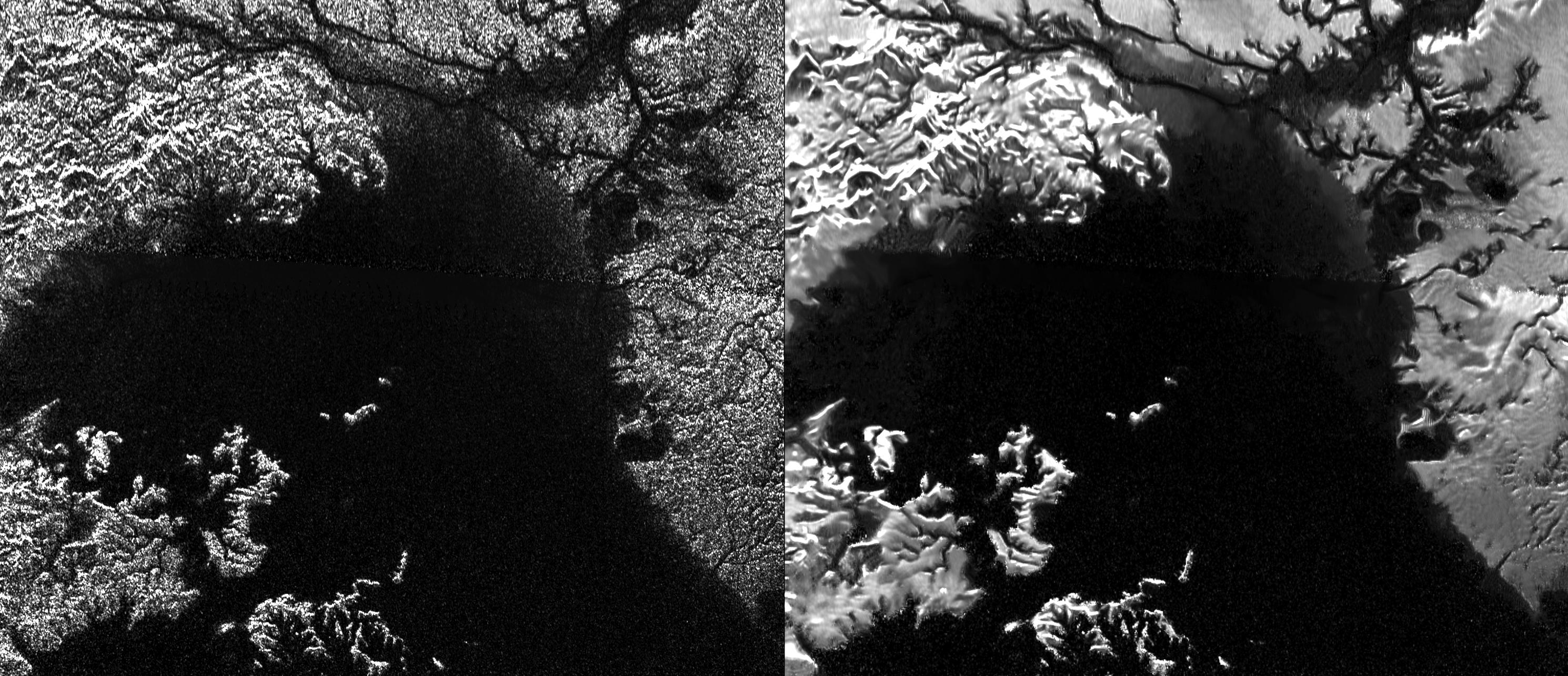
لايجيا ماري - SAR ورؤية أكثر وضوحًا وأقل ضجيجًا.

العديد من الفوهات أو الفوهات المحتملة على تيتان تظهر فيها أدلة على تعرية واسعة، وجميعها تُظهر دلالات على تغييرات قد طرأت عليها. معظم الفوهات الكبيرة قد تم خرقها أو لها حواف غير مكتملة، على الرغم من حقيقة أن بعض الفوهات على تيتان لديها حواف أضخم نسبيًا من تلك الموجودة في أي مكان آخر في النظام الشمسي. هناك القليل من الأدلة على تكوين الصخر التحولي المتحفظ من خلال استرخاء المرونة اللزوجية القشرية، على عكس الأقمار الجليدية الكبيرة الأخرى. معظم الفوهات تفتقر إلى قمم مركزية ولها أرضية ملساء، وربما يرجع ذلك إلى تأثير الاصطدام أو إلى ثوران حمم البراكين الباردة لاحقًا. إن التغييرات التي تُحدثها العمليات الجيولوجية المختلفة هي أحد أسباب الانخفاض النسبي للفوهات على تيتان. كما أن الحماية التي يوفرها الغلاف الجوي هي أيضًا تلعب دورًا. ويقدر أن الغلاف الجوي لتيتان يقلل عدد الفوهات على سطحه بنسبة الثُلثين.
وقد أشارت التغطية المحدودة لتيتان بواسطة الرادار عالي الدقة التي تم اجراءها خلال 2007 (22%) إلى وجود غير موحد في توزيع الفوهات. فزانادو لديها 2-9 مرات فوهات أكثر من أي مكان آخر. ونصف تيتان القائد (المواجه لزحل) لديه كثافة أعلى بنسبة 30% من نصفه التابع (البعيد عن زحل). وهناك كثافة أقل للفوهات في مناطق الكثبان الاستوائية وفي المنطقة القطبية الشمالية (حيث البحيرات والبحار الهيدروكربونية أكثر انتشارًا).
وتشير نماذج ما قبل كاسيني لمسارات وزوايا الاصطدامات إلى أنه عندما يضرب الجسم المصطدم القشرة الجليدية، تبقي كمية صغيرة من المقذوفات كماء سائل داخل الفوهة. ويمكن أن تستمر كسائل لقرون أو أكثر، وهذا كافٍ لـ«تركيب جزيئات طليعية بسيطة لأصل الحياة».

### البراكين الباردة والجبال

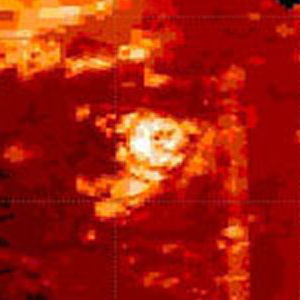
صورة قريبة من الأشعة تحت الحمراء لتورتولا فاكولا، يُعتقد أنه بركان بارد محتمل.

تكهن العلماء لفترة طويلة أن الظروف على تيتان تشبه تلك التي كانت موجودة على الأرض في وقت مبكر من عمرها، ولكن عند درجة حرارة أقل بكثير، وقد حدد الكشف عن الأرجون-40 في غلاف تيتان الجوي في 2004 أن البراكين قد أنشأت أعمدة من «الحمم» مُكَّوَنة من الماء والأمونياك. وكشفت الخرائط العالمية لتوزيع البحيرات على سطح تيتان أنه لا يوجد ما يكفي من الميثان لحساب استمرار وجوده في غلافه الجوي. وبالتالي هذا جزء هام يجب إضافته من خلال العمليات البركانية.
ومع ذلك هناك قِلة من المعالم السطحية التي يمكن تفسيرها بشكل واضح على أنها براكين باردة. واحدة من أوائل المعالم التي كشف عنها رصد رادار كاسيني في 2004 يُسمى جانسا ماكيولا، وهو يشبه المعالم الجغرافية التي تُسمى قبة پانكيك التي اكتُشفت على الزهرة، كان يُعتقد في البداية أنها براكين باردة في الأصل، حتى قام كيرك وآخرون بدحض هذه الفرضية في الاجتماع السنوي للإتحاد الجيولوجي الأمريكي في ديسمبر 2008. وقد تبين أن هذه المعالم ليست قبة على الإطلاق، ولكن يبدو أنها نتيجة لمزيج عرضي من البقع الساطعة والداكنة. وفي 2004 كشف كاسيني أيضًا عن مَعلم ساطع بشكل غير عادي (سُمي «تورتولا فاكولا»، "Tortola Facula") وقد تم تفسيره على أنه قبة بركان بارد. ولا توجد معالم مماثلة تم تحديدها اعتبارًا من 2010. وفي ديسمبر 2008 أعلن علماء الفلك عن اكتشاف اثنين من «البقع الساطعة» من المفترض أنها قصيرة العمر إلا أنها طويلة العمر بشكل غير عادي في غلاف تيتان الجوي، والتي تبدو أنها دائمة جدًا على أن يتم تفسيرها على أنها مجرد نمط من أنماط الطقس، مما يشير إلى أنها كانت نتيجة لحلقات البراكين الباردة المستمرة.
وفي مارس 2009 تم الإعلان عن أشكال تشبه تدفقات الحمم البركانية في منطقة تُسمى «هوتي آركوس» (Hotei Arcus)، والتي يبدو أن درجة سطوعها تتغير على مدى عدة أشهر، بالرغم من أن هناك العديد من الظواهر المقترحة لتفسير هذا التغير، تدفقات الحمم البركانية تم العثور عليها وهي تصل لارتفاع 200 متر (660 قدم) فوق سطح تيتان، بما يتفق مع أنها ثارت من تحت السطح.
كما اكتشف كاسيني في 2006 سلسلة جبال طولها 150 كم (93 ميل) وعرضها 30 كم (19 ميل) وارتفاعها 1.5 كم (0.93 ميل)، هذه السلسلة موجودة في نصف تيتان الجنوبي ويُعتقد أنها تتكون من مواد جليدية ومغطاة بجليد الميثان، كما أن حركة الصفائح التكتونية ربما تكون تأثرت بحوض صدمي قريب، من الممكن أن تكون فتحت فجوة تدفقت المواد الجبلية عبرها إلى أعلى. قبل كاسيني افترض العلماء أن معظم الطوبوجرافيا على تيتان قد تكون تضاريس صدمية، حتى الآن هذه الاكتشافات تكشف أنها مماثلة للأرض، فالجبال تكونت من خلال العمليات الجيولوجية. وفي ديسمبر 2010 أعلن فريق مهمة كاسيني عن اكتشاف أكثر البراكين الباردة المحتملة أهمية حتى الآن، سُمى سوترا پاتيرا، وهو واحد من سلسلة مكونة من ثلاثة جبال على الأقل، ارتفاع كل منهم بين 1000 و1500 متر، منهم ما تعلوه فوهات كبيرة، والأرض حول أساساتهم تبدو مكسوة بتدفقات حمم متجمدة.
معظم قمم تيتان الأكثر ارتفاعًا واقعة بالقرب من خط استواءه في ما يسمى «أحزمة ريدج». ويُعتقد أنها مماثلة لجبال الأرض المطوية مثل الروكي والهيمالايا، التي تكونت بواسطة تصادم وانبعاج الصفائح التكتونية، أو إلى مناطق اندساس مثل الأنديز، حيث تدفقات الحمم الباردة من صفيحة منحدرة تصعد إلى السطح. واحدة من الآليات المحتملة لتكونها هي قوة المد والجرز من زحل. لأن وشاح تيتان الجليدي أقل لزوجة من وشاح الصهارة الأرضي، ولأن صخر القاعدة الجليدي أكثر نعومة من صخر الجرانيت الأرضي، فمن غير المرجح أن تصل الجبال إلى ارتفاعات شاهقة مثل تلك الموجودة على الأرض. وفي 2016 أعلن فريق كاسيني عن ما يعتقدون أنه أعلى جبل على تيتان. يقع في سلسلة جبال ميثريم، ارتفاعه 3,337 متر.

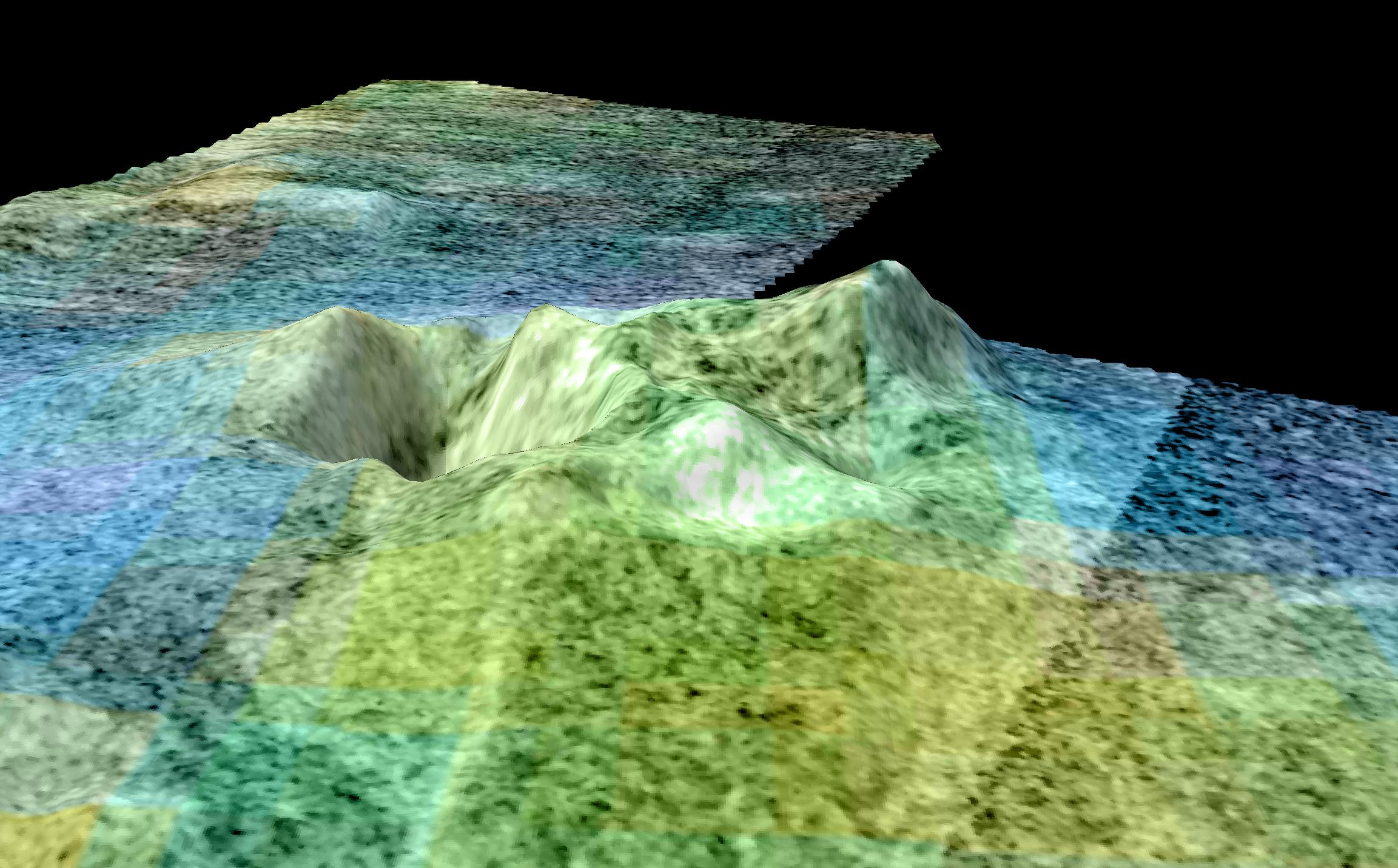
صورة ثلاثية الأبعاد بالألوان الزائفة من VIMS للبركان البارد المحتمل سوترا پاتيرا، مبنية على بيانات الرادار، تُظهر قمم ارتفاعها 1000 متر وفوهة عمقها 1500 متر.

إذا كان النشاط البركاني على تيتان موجود بالفعل، فإن الفرضية هي أنه مدفوع من خلال الطاقة المنبعثة من انحلال العناصر المشعة داخل الوشاح، كما هو الحال على الأرض. الصهارة على الأرض مكونة من الصخور السائلة وهي أقل كثافة من القشرة الصخرية الصلبة التي تمر من خلالها عندما تثور. ولأن الجليد أقل كثافة من الماء فإن الصهارة المائية على تيتان تكون أكثر كثافة من قشرته الجليدية الصلبة. وهذا يعني أن البراكين الباردة على تيتان تتطلب قدرًا كبيرًا من الطاقة الإضافية للعمل، التي من المحتمل أنها تأتي من ثني المد والجزر من زحل المجاور. ويمكن للجليد ذو الضغط المنخفض الذي يغطي طبقة سائلة من كبريتات الأمونيوم أن يطفو صعودًا، نظام غير مستقر يمكن أن يصنع أحداثًا عمودية بشكل مفاجئ. تيتان يعاد تشكيل سطحه من خلال عملية تحدث بواسطة حُبيبات الجليد و رماد كبريتات الأمونيوم، مما يساعد على إنتاج مناظر طبيعية على شكل رياح ومعالم الكثبان الرملية.
في 2008 اقترح چيفري مور (عالم جيولوجيا الكواكب في مركز أميس للأبحاث) رؤية بديلة لجيولوجيا تيتان. ذاكرًا أنه لم يتم تحديد أي معالم بركانية بشكل لا لبس فيه على تيتان حتى الآن، وقد أكد أن تيتان هو عالم ميت جيولوجيًا وأن سطحه يتشكل فقط من خلال الاصطدامات النيزكية والعوامل الريحية والنهرية والإهدار الجماعي بالإضافة إلى عوامل أخرى خارجية المنشأ. ووفقًا لهذه الفرضية فالميثان لا ينبعث من البراكين ولكنه ينتشر ببطء خارجًا من باطن تيتان البارد والصلب. وجانسا ماكيولا من الممكن أن تكون فوهة صدمية متآكلة بواسطة الكثبان الداكنة في مركزها. ويمكن تفسير السلاسل الجبلية التي تم رصدها في بعض المناطق على أنها منحدرات شديدة التحلل من الفوهات الصدمية متعددة الحلقات أو نتيجة للانكماش العالمي الذي يرجع لتباطؤ التبريد في المناطق الداخلية. وحتى في هذه الحالة لا زال من الممكن أن يكون لدى تيتان محيط داخلي مُكَّون من مزيج ماء-أمونياك انصهاري درجة حرارته تبلغ 176 ك (−97 °م)، وهي منخفضة بما فيه الكفاية ليتم تفسيرها بواسطة انحلال العناصر المشعة في النواة. وقد تكون تضاريس زانادو الساطعة متحللة بشكل كبير يماثل تلك التي رُصدت على سطح كاليستو. وبما أن هناك نقص في الغلاف الجوي كاليستو كان من الممكن أن يساهم كنموذج لجيولوجيا تيتان في هذا السيناريو. چيفري مور حتى يسمي تيتان «كاليستو مع طقس».
العديد من الجبال والتلال الأكثر بروزًا على تيتان تم تسميتها أسماء رسمية من قبل الاتحاد الفلكي الدولي. ووفقًا لمختبر الدفع النفاث «بموجب اتفاقية، الجبال على تيتان سُميت على أسماء الجبال في الأرض الوسطى، المكان الخيالي في الروايات الخيالية التي كتبها جون آر. آر. تولكين». وقد تم تسمية كوليز (Colles) -وهي مجموعات من التلال- على أسماء شخصيات من نفس أعمال تولكين.

### التضاريس الداكنة

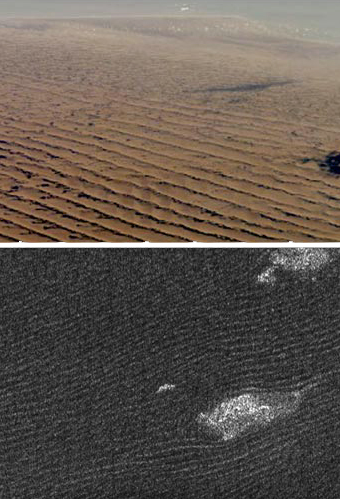
الكثبان الرملية في صحراء ناميب على الأرض (الصورة العلوية) مقارنةً مع الكثبان في منطقة بيليت على تيتان.

في الصور الأولى لسطح تيتان التي التقطتها التلسكوپات الأرضية في السنوات الأولى من القرن الحادي والعشرين، ظهرت مناطق كبيرة من التضاريس الداكنة متداخلة مع خط الاستواء. قبل وصول كاسيني كان يُعتقد أن هذه المناطق هي بحار من الهيدروكربونات السائلة. وقد أظهرت صور الرادار التي التقطها كاسيني أن بعض هذه المناطق هي سهول واسعة مغطاة بكثبان طولية يصل ارتفاعها إلى 330 قدم (100 م). وعرضها كيلومتر تقريبًا وطولها من عشرات إلى مئات الكيلومترات. الكثبان من هذا النوع عادةً ما تتراصف مع متوسط اتجاه الرياح. في حالة تيتان تتجمع الرياح الإقليمية الثابتة (نحو الشرق) مع رياح المد والجزر المتغيرة (تُقدر بـ0.5 متر في الثانية). الرياح المَدّية هي نتيجة لقوة المد والجزر من زحل على غلاف تيتان الجوي، والتي هي أقوى بـ400 مرة من قوة المد والجزر من القمر على الأرض وتتجه إلى دفع الرياح نحو خط الاستواء. ونمط الرياح هذا، نظريًا، يدفع المواد الحُبيبية على السطح لبناء تدريجي في الكثبان المتوازية الطويلة المتراصفة من الغرب إلى الشرق. هذه الكثبان تتكسر حول الجبال حيث يتغير اتجاه الرياح.
كان يُفترض في البداية أن الكثبان الطولية (أو الخطية) تتشكل بواسطة الرياح المتغيرة المعتدلة التي تذهب في اتجاه واحد متوسط أو إلى اتجاه بديل بين اتجاهين مختلفين. ويشير الرصد اللاحق إلى أن الكثبان تشير إلى الشرق رغم أن المحاكاة المناخية تُظهر أن الرياح السطحية لتيتان تهب باتجاه الغرب عند أقل من متر واحد في الثانية، فهي ليست قوية بما فيه الكفاية لرفع ونقل المواد السطحية. وتشير محاكاة الكمبيوتر الحديثة إلى أن الكثبان ربما تكون نتيجة لرياح عاصفة نادرة تحدث مرة واحدة فقط كل خمسة عشر سنة عندما يكون تيتان في الاعتدال. هذه العواصف ينتج عنها جيوب هوائية، وهي تتدفق نحو الشرق عند ارتفاع 10 أمتار في الثانية عندما تصل إلى السطح.
«الرمال» على تيتان من المحتمل أنها لا تتركب من الحبيبات الصغيرة من السيليكات مثل الرمال على الأرض. ولكن بالأحرى ربما تكون قد تكونت عندما هطل الميثان السائل وحت صخر القاعدة الجليدي، ربما على هيئة فيضانات مفاجئة. ومن الممكن بدلًا من ذلك أن الرمال جاءت من مواد عضوية صلبة أنتجتها تفاعلات كيميائية ضوئية في غلاف تيتان الجوي. وكشفت الدراسات التي أُجريت على تركيب الكثبان في مايو 2008 عن أنها لديها مياه أقل من بقية تيتان، وبالتالي هي على الأرجح مأخوذة من السخام العضوي مثل المبلمرات الهيدروكربونية التي تتجمع معًا بعد أن تمطر على السطح. وتشير الحسابات إلى أن الرمال على تيتان لها ثلث كثافة الرمال الأرضية. إن الكثافة المنخفضة بالاشتراك مع جفاف تيتان ربما تجعل الحبيبات تتجمع معًا بسبب تراكم الكهرباء الساكنة. و«الالتصاق» قد يجعل من الصعب على النسيم المعتدل العام القريب من السطح أن ينقل الكثبان على الرغم من رياح أكثر قوة من العواصف الموسمية قد لا تزال تدفعها نحو الشرق.

## الرصد والاستكشاف

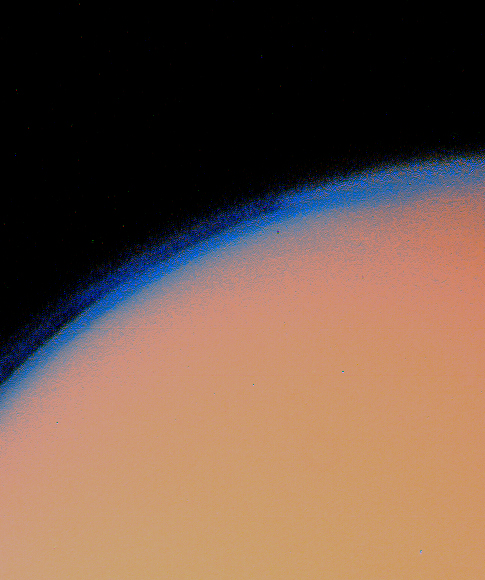
رؤية ڤوياجر 1 للغبش على طرف تيتان (1980).

تيتان ليس مرئيًا أبدًا للعين المجردة، ولكن يمكن رصده من خلال التلسكوپات الصغيرة أو المناظير القوية. الرصد من قبل الهواة صعب بسبب قرب تيتان من عالَم زحل المتألق ونظامه الحلقي؛ ويمكن تحسين المشاهدة كثيرًا عن طريق تغطية العدسة العينية باستخدام شريط حاجب من أجل حجب الكوكب الساطع. تيتان لديه قدر ظاهري +8.2، وقدر معاكس متوسط 8.4 وهذا بالمقارنة مع +4.6 للقمر ذو الحجم المماثل جانيميد، في نظام چوڤيان.
كان رصد تيتان قبل عصر الفضاء محدودًا. في 1907 رصد الفلكي الإسپاني چوزيپ كوماس آي سولا سواد أطراف تيتان، أول دليل على أن هذا الجسم لديه غلاف جوي. وفي 1944 استخدم جيرارد كايپر تقنية مطيافية للكشف عن الغلاف الجوي الميثاني.

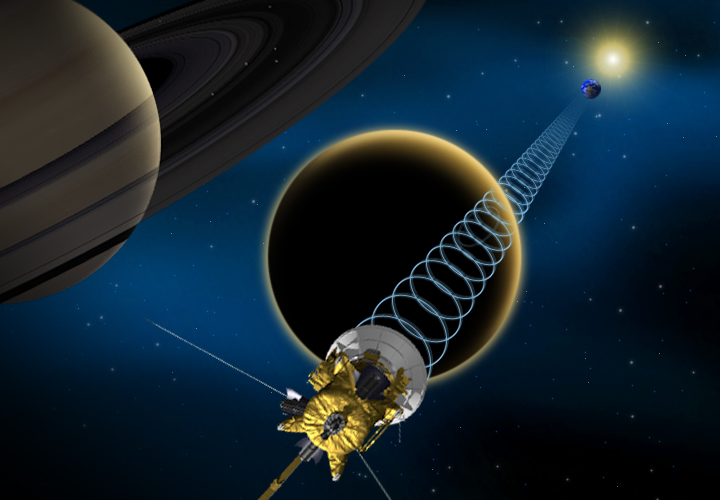
دراسات إشارة الراديو لطيران كاسيني المنخفض (مفهوم فنان).

كان أول مسبار يزور نظام زحل هو پيونير 11 في 1979، والذي كشف أن تيتان ربما يكون باردًا جدًا لدعم الحياة. والتقط صورًا لتيتان، متضمنة تيتان وزحل معًا من منتصف إلى أواخر 1979. وسرعان ما تجاوزت الجودة بواسطة الڤوياجرين الاثنين.
تمت دراسة تيتان بواسطة كلٌ من ڤوياجر 1 و2 في 1980 و1981 على التوالي، وتم تصميم مسار ڤوياجر 1 لإتاحة الفرصة للطيران المنخفض الأمثل، حيث أن المسبار الفضائي كان قادرًا على تحديد كثافة وتكوين ودرجة حرارة الغلاف الجوي والحصول على قياس دقيق لكتلة تيتان. وقد حال الغبش دون التصوير المباشر للسطح، على الرغم من أن المعالجة الرقمية الكثيفة للصور التي اتخذت من خلال المُرشَح البرتقالي لڤوياجر 1 كشفت عن تلميحات للمعالم الساطعة والداكنة المعروفة الآن باسم زانادو وشانجري-لا، والتي رُصدت بالأشعة تحت الحمراء من قبل تلسكوپ هابل الفضائي. بينما ڤوياجر 2 والذي كان من الممكن تحويله لتنفيذ طيران منخفض على تيتان في حال لم يتمكن ڤوياجر 1 من ذلك، لم يمر بالقرب من تيتان واستمر في طريقه إلى أورانوس ونپتون.:94

### كاسيني-هويجنز
|                                            |  |                                                  |
| صورة التقطها كاسيني لتيتان أمام حلقات زحل. |  | صورة التقطها كاسيني لتيتان خلف إيمثيوس والحلقات. |

حتى مع البيانات التي قدمها الڤوياجران ظل تيتان جسمًا غامضًا—قمر كبير مغلف بغلاف جوي يجعل الرصد التفصيلي صعبًا. الغموض الذي أحاط بتيتان منذ رصده في القرن الـ17 بواسطة كريستيان هويجنز وجيوڤاني كاسيني تم الكشف عنه بواسطة مسبار فضائي حمل اسميهما تكريمًا لهما.
وصل المسبار الفضائي كاسيني-هويجنز إلى زحل في 1 يوليو 2004، وبدأ عملية رسم خرائط سطح تيتان بواسطة الرادار. وقد حقق المشروع المشترك بين وكالة الفضاء الأوروپية وناسا مهمة ناجحة جدًا. وقد حلّق المسبار كاسيني فوق تيتان في 26 أكتوبر 2004 والتقط صورًا هي الأعلى دقة لسطح تيتان على الإطلاق على بُعد 1,200 كم (750 ميل) فقط، بقع ساطعة وداكنة مميزة والتي هي غير مرئية لعين الإنسان.
وفي 22 يوليو 2006 تم تحقيق أول هدف لكاسيني عن طريق الطيران المنخفض على بُعد 950 كم (590 ميل) عن تيتان؛ وكان أقرب طيران منخفض عند 880 كم (550 ميل) في 21 يونيو 2010. تم العثور على السوائل بوفرة على السطح في المنطقة القطبية الشمالية، على هيئة بحيرات وبحار عديدة اكتُشفت بواسطة كاسيني.

#### هبوط هويجنز
هبط المسبار هويجنز على تيتان في 14 يناير 2005، واكتشف أن العديد من المعالم السطحية تبدو أنها تشكلت بواسطة السوائل في مرحلة ما في الماضي. تيتان هو الجسم الأكثر بُعدًا عن الأرض الذي هبط على سطحه مسبار فضائي.
هبط المسبار هويجنز قبالة الطرف الشرقي الأقصى للمنطقة الساطعة التي تُسمى الآن أديري. قام المسبار بتصوير تلال شاحبة مع «أنهار» داكنة تجري إلى أسفل نحو سهل داكن. الفهم الحالي هو أن التلال (يشار إليها أيضًا بالمرتفعات) مكونة أساسًا من الجليد. المُركبات العضوية الداكنة التي تكونت في الغلاف الجوي العُلوي بواسطة أشعة الشمس فوق البنفسجية، ربما تكون قد هطلت من غلاف تيتان الجوي. وغسلت أسفل التلال بواسطة أمطار الميثان وأُودعت على السهول على المقاييس الزمنية الجيولوجية.
بعد الهبوط قام هويجنز بتصوير سهل داكن مغطى بالصخور الصغيرة والحصى، والتي تتكون من الجليد. الصخرتان اللتان تقعان في أسفل منتصف الصورة هما أصغر مما قد تبدوان: التي تقع جهة اليسار يبلغ حجمها 15 سنتيمتر، أما الأخرى التي تقع في المنتصف فيبلغ حجمها 4 سنتيمترات، على مسافة حوالي 85 سنتيمتر من هويجنز. هناك أدلة على وجود تآكل في قواعد الصخور، وهي تشير إلى نشاط نهري محتمل. السطح أكثر قتامة مما كان متوقعًا في الأصل، وهو يتكون من خليط من الماء والجليد الهيدروكربوني. وتُفَسَّر «التُربة» الظاهرة في الصورة بأنها ترسيب من الغبش الهيدروكربوني العلوي.
وفي مارس 2007 قررت كلٌ من ناسا ووكالة الفضاء الأوروپية ولجنة أبحاث الفضاء (COSPAR) تسمية موقع هبوط هويجنز بمحطة هوبيرت كيريان التذكارية في ذكرى الرئيس السابق لوكالة الفضاء الأوروپية.

### دراجونفلاي
سيتم إطلاق مهمة دراجونفلاي من تطوير وتشغيل مختبر چونز هوپكنز للفيزياء التطبيقية سنة 2027. وهي تتكون من طائرة بدون طيار كبيرة مزوَّدة ببطارية نظائر مشعة لتحلق في غلاف تيتان الجوي كنيو فرونتيرز 4. سوف تدرس أدواتها إلى أي مدى تقدمت كيمياء ما قبل الأحياء. تم التخطيط بشكل مؤقت للمهمة للوصول إلى تيتان في ديسمبر 2034.

### المهام المقترحة أو المفاهيمية

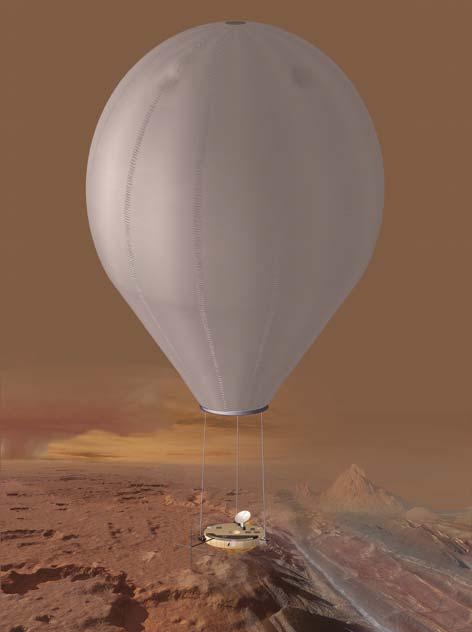
تم اقتراح منطاد لمهمة نظام تيتان زحل (تفسير فني).

كانت هناك عدة مهام مفاهيمية اقتُرِحت في السنوات الأخيرة لإعادة مسبار فضائي آلي إلى تيتان. وقد تم إتمام الأعمال التصورية لمثل هذه المهام من قِبل ناسا ووكالة الفضاء الأوروپية (ESA) ومختبر الدفع النفاث (JPL). وفي الوقت الحاضر لم تصبح أي من هذه المُقترَحات مهام ممولة.
كانت مهمة نظام تيتان زحل (Titan Saturn System Mission-TSSM) مُقتَرَح مُشتَرَك لناسا ووكالة الفضاء الأوروپية لاستكشاف أقمار زحل. وتم تصور منطاد هواء ساخن يتجول في غلاف تيتان الجوي لستة أشهر. وكان ينافس ضد مهمة نظام أوروپا المشتري (Europa Jupiter System Mission-EJSM) من أجل التمويل. وفي فبراير تم الإعلان عن أن ناسا ووكالة الفضاء الأوروپية أعطتا الأولوية لـ(EJSM) قبل (TSSM).
كان هناك أيضًا تصور نظري لتيتان ماري إكسپلورر (Titan Mare Explorer-TiME)، الذي سيكون مسبار إنزال منخفض التكلفة والذي سينزل على بحيرة في نصف تيتان الشمالي وسيطفو على سطح البحيرة لمدة تتراوح بين ثلاثة وستة أشهر.
مهمة أخرى إلى تيتان تم اقتراحها في أوائل 2012 من قِبل چيسون بارنز وهو عالم في جامعة إيداهو، هي أڤياتر (AVIATR) (مركبة جوية ومحمولة جوًا من أجل استطلاع تيتان في الموقع) (Aerial Vehicle for In-situ and Airborne Titan Reconnaissance): طائرة بدون طيار تطير في غلاف تيتان الجوي وتلتقط صورًا عالية الوضوح لسطح تيتان. لم توافق ناسا على مبلغ الـ715 مليون دولار المطلوب، كما أن مستقبل المشروع غير مؤكد.
مشروع إنزال على بحيرة آخر تم اقتراحه في أواخر 2012 من قِبل شركة الهندسة الخاصة «سينير» (SENER) ومقرها إسپانيا، ومركز البيولوجيا الفلكية (Centro de Astrobiología) في مدريد. المسبار المقترح يُسمى «مستكشف دفع أخذ عينات بحيرة تيتان في الموقع» (Titan Lake In-situ Sampling Propelled Explorer-TALISE). الفارق الرئيسي مقارنةً مع مسبار (TiME) هو أن (TALISE) يتم تصوره مع نظام دفع خاص به ومن ثم لن يقتصر على مجرد الانجراف مع التيار فوق البحيرة عندما ينزل على سطحها.
برنامج ديسكڤري يعد للمهمة #13 الخاصة به هي رحلة إلى إنسيلادوس وتيتان (Journey to Enceladus and Titan-JET)، وهو مداري بيولوجي فلكي حول زحل سوف يُقَيِّم إمكانية السكن لكل من إنسيلادوس وتيتان.
وفي 2015 منح برنامج ناسا للمفاهيم المتطورة المبتَكرة (NASA's Innovative Advanced Concepts-NIAC) مرحلة ثانية لمقتَرَح من أجل تطوير مفهوم الغواصة لاستكشاف بحار تيتان.

## الحياة وظروف ما قبل الحياة
يُعتقد أن تيتان هو بيئة قبل حيوية غنية بالكيمياء العضوية المعقدة مع احتمالية وجود محيط سائل تحت السطح يساهم كبيئة حيوية.
مهمة كاسيني-هويجنز لم تكن مجهزة لتقديم أدلة على وجود بصمات حيوية أو مُركبات عضوية معقدة؛ وقد أظهرت أن بيئة تيتان مماثلة في بعض جوانبها لتلك التي كانت عليها الأرض نظريًا في وقتٍ مُبكّر. فالعلماء يعتقدون أن الغلاف الجوي للأرض المُبكّرة كان تركيبه مماثلًا للغلاف الجوي الحالي على تيتان، مع استثناء مهم هو نقص بخار الماء على تيتان.

### تكوين الجزيئات المعقدة
أظهرت تجربة ميلر-يوري والعديد من التجارب اللاحقة أنه في غلاف جوي مماثل لذلك الذي على تيتان مع إضافة الإشعاع فوق البنفسجي، يمكن توليد جزيئات معقدة ومواد پوليمرية مثل الثولين. يبدأ التفاعل مع تفكك النيتروجين والميثان مُكونًا سيانيد الهيدروجين والأسيتيلين. وقد تمت دراسة تفاعلات إضافية بشكلٍ موسعٍ.
وقد تم ذِكر أنه عندما تم تطبيق الطاقة على مزيج من الغازات مثل تلك الموجودة في غلاف تيتان الجوي، فإن القواعد النووية الخمسة المؤسِسَة لِبِناء الحمض النووي الريبوزي منقوص الأكسجين (DNA) والحمض النووي الريبوزي (RNA)، كانت من بين العديد من المُركّبات المُنتَجة. بالإضافة إلى ذلك تم العثور على الأحماض الأمينية المؤسِسَة لِبِناء الپروتين. وكانت هذه هي المرة الأولى التي وُجدت فيها أساسات القواعد النووية والأحماض الأمينية في مثل هذه التجربة من دون وجود ماء سائل.
وفي 3 أبريل 2013 ذكرت ناسا أن المواد الكيميائية العضوية المعقدة يمكن أن تنشأ على تيتان بناءً على دراسات محاكاة غلاف تيتان الجوي.

### احتمالية السكن تحت السطح
أدت المحاكاة المختبرية إلى اقتراحٍ بوجود مادة عضوية كافية على تيتان لبدء تطور كيميائي مماثل لما يُعتقد أنه بدأ الحياة على الأرض. ويفترض التشابه وجود مياه سائلة لفترات أطول مما هو قابل للرصد حاليًا؛ نظريات عديدة تشير إلى امكانية وجود مياه سائلة من اصطدام نيزكي ربما تكون قد حُفظت أسفل طبقة عازلة متجمدة. كما تم تنظير أن محيطات الأمونياك السائلة يمكن تتواجد على عمق تحت السطح. نموذج آخر يقترح وجود محلول ماء الأمونياك على عمق 200 كم (120 ميل) أسفل قشرة الجليد في تلك الظروف، على الرغم من قسوتها بالمقاييس الأرضية بحيث يمكن للحياة أن تستمر. انتقال الحرارة بين الطبقات الداخلية والعليا ربما يكون حاسمًا في دعم أي حياة محيطية تحت السطح. الكشف عن حياة ميكروبية على تيتان يتوقف على آثارها البيولوجية. إذا تم فحص الميثان والنيتروجين ذوي الأصل الحيوي في الغلاف الجوي، على سبيل المثال.

### الميثان والحياة على السطح
اقتُرح أيضًا أن الحياة يمكن أن تتواجد في بحيرات الميثان السائل على تيتان، تمامًا مثلما تعيش الكائنات الحية على الأرض في الماء. هذه الكائنات ربما تتنفس الهيدروجين بدلًا من الأكسجين، وأيضها الأسيتيلين بدلًا من الجلوكوز، وزفيرها الميثان بدلًا من ثنائي أكسيد الكربون.
جميع الكائنات التي تعيش على الأرض (بما فيها مولدات الميثان) تستخدم الماء السائل كمذيب؛ هناك تخمين أن الحياة على تيتان قد تستخدم الهيدروكربون السائل بدلًا منه مثل الميثان أو الإيثان. الماء هو مذيب أقوى من الميثان. كما أن الماء أكثر تفاعلًا كيميائيًا، ويمكنه أن يكسر الجزيئات العضوية الكبيرة من خلال التحلل المائي. فشكل من أشكال الحياة يكون مذيبه هو الهيدروكربون لن يواجه خطر تدمير جزيئاته الحيوية بهذه الطريقة.
في 2005 قال عالِم البيولوجيا الفلكية كريستوفر مكاي أنه إذا كانت حياة مولدات الميثان موجودة على سطح تيتان، فمن المحتمل أن يكون لها تأثير ملموس على نسبة المزج في تروپوسفير تيتان: مستويات الهيدروجين والأسيتيلين سوف تكون أقل بشكل ملموس خلافًا لما تم توقعه.
وفي 2010 حدد داريل ستروبل من جامعة جونز هوبكينز وجود وفرة أكبر من الهيدروجين الجزيئي في الطبقات الجوية العليا لتيتان مقارنةً من الطبقات السلفى، متعللًا بتدفق هبوطي بمعدل 1028 جزيء في الثانية تقريبًا واختفاء الهيدروجين بالقرب من سطح تيتان؛ كما أشار ستروبل، وكانت النتائج التي توصل إليها متماشيةً مع التأثيرات التي تكهن بها مكاي في حال وجود أشكال حياة توليد الميثان على تيتان. وفي نفس السنة أظهرت دراسة أخرى مستويات منخفضة من الأسيتيلين على سطح تيتان، والتي فسرها مكاي بأنها تتفق مع فرضية الكائنات الحية التي تستهلك الهيدروكربونات. وعلى الرغم من إعادة صياغة الفرضية البيولوجية، فقد حذر من أن هناك تفسيرات أخرى لنتائج الهيدروجين والأسيتيلين هي الأكثر احتمالًا: احتمالات العمليات الفيزيائية والكيميائية غير المحددة حتى الآن (كتقبل تحفيز السطح للهيدروكربونات أو الهيدروجين على سبيل المثال)، أو وجود أخطاء في النماذج الحالية لتدفق المواد. والحاجة إلى إثبات مكونات البيانات ونماذج النقل، وما إلى ذلك. وحتى على الرغم من القول بأن تفسير الحافز غير البيولوجي سيكون أقل إذهالًا من التفسير البيولوجي، ذكر مكاي إلى أن اكتشاف محفز فعال في درجة حرارة 95 ك (−180 °م) لا يزال شديد الأهمية.
كما ذكرت ناسا في مقالها الإخباري عن نتائج يونيو 2010: «حتى الآن، فإن أشكال الحياة القائمة على الميثان هي افتراضية فقط، لم يكتشف العلماء حتى الآن شكل الحياة هذا في أي مكان». كما قال بيان ناسا أيضًا: «بعض العلماء يعتقدون أن هذه الكيميائية تعزز الحجة لوجود شكل بدائي غريب من الحياة أو بشير للحياة على سطح تيتان».
وفي فبراير 2015 تمت نمذجة غشاء خلوي افتراضي قادر على العمل في الميثان السائل في ظروف تيتان. يتكون من جزيئات صغيرة تحتوي على الكربون والهيدروجين والنيتروجين، له نفس استقرار ومرونة الأغشية الخلوية على الأرض التي تتكون من الدهن الفسفوري ومُركَّبات الكربون والهيدروجين والأكسجين والفوسفور. هذا الغشاء الخلوي الافتراضي كان يُطلق عليه اسم «أزوتوزوم» (Azotosome)، من «أزوت» الاسم الفرنسي للنيتروجين والليپوزوم.

### العقبات
على الرغم من هذه الاحتمالات البيولوجية إلا أن هناك عقبات هائلة أمام الحياة على تيتان، وأي تشبيه بينه وبين الأرض هو غير دقيق. تيتان هو عالم شديد البرودة يبعد عن الشمس مسافة شاسعة وغلافه الجوي يفتقر إلى ثنائي أكسيد الكربون. الماء على سطح تيتان موجود فقط في هيئة صلبة. وبسبب هذه الصعوبات رأى علماء مثل چوناثان لونين أن تيتان هو أقل مسكن محتمل للحياة، أكثر من كونه تجربة للتحقق من النظريات حول الظروف التي كانت سائدة قبل ظهور الحياة على الأرض. على الرغم من أن الحياة نفسها قد لا تكون موجودة، فإن الظروف قبل الحيوية على تيتان والكيمياء العضوية المرتبطة بها لا تزال ذات أهمية كبيرة في فهم التاريخ المبكر للغلاف الحيوي الأرضي. استخدام تيتان كتجربة قبل حيوية يتضمن ليس فقط المراقبة من خلال المسابر الفضائية، ولكن أيضًا التجارب المختبرية والنمذجة الكيميائية والكيميائية الضوئية على الأرض.

### فرضية التبذر الشامل
هي تفترض أن اصطدام كويكب أو مذنب كبير بسطح الأرض ربما يتسبب في هروب شظايا مُحَمَّلة بالميكروبات من جاذبية الأرض، وهو ما يشير إلى احتمالية التبذر الشامل. وتشير الحسابات إلى أن هذه ربما تواجه العديد من الأجسام في النظام الشمسي من ضمنها تيتان. من ناحية أخرى قال چوناثان لونين أن أية كائنات حية في البحيرات الهيدروكربونية شديدة البرودة في تيتان، سوف تحتاج إلى أن تكون مختلفة كيميائيًا بشكلٍ كبير عن حياة الأرض وأنه لن يكون ممكنًا أن تكون إحداها سلف الآخرى.

### الظروف المستقبلية
من الممكن أن تصبح الظروف على تيتان أكثر قابلية للسكن في المستقبل البعيد. بعد خمسة مليارات سنة من الآن عندما تصبح الشمس عملاقًا أحمر، ربما ترتفع درجة حرارة سطحها بما يكفي لدعم المياه السائلة على سطح تيتان مما يجعله صالحًا للسكن. ومع انخفاض إنتاج الأشعة فوق البنفسجية للشمس سيتم استنزاف الغبش في الغلاف الجوي العلوي لتيتان، مما يقلل من التأثير المضاد للبيت الزجاجي على السطح، مما يُمَكِّن تأثير البيت الزجاجي الذي يسببه الميثان على تيتان أن يلعب دورًا أكبر بكثير. هذه الظروف معًا يمكن أن تخلق بيئة صالحة للسكن، ويمكن أن تستمر لعدة مئات الملايين من السنين. ومثل هذه المدة كانت كافية لتكاثر حياة بسيطة على الأرض؛ فإن وجود الأمونياك على تيتان قد يسبب تفاعلات كيميائية للتقدم بشكلٍ أكثر بُطأً.

## ببليوجرافيا
- Coustenis، Athéna؛ Taylor، F. W. (2008). Titan: Exploring an Earthlike World. World Scientific. ISBN:978-981-270-501-3. مؤرشف من الأصل في 2022-06-20.
- Ralph Lorenz (2018). NASA/ESA/ASI Cassini-Huygens: 1997 onwards (Cassini orbiter, Huygens probe and future exploration concepts) (Owners' Workshop Manual). Haynes Manuals, UK. ISBN:978-1785211119.

## قراءة إضافية
- Lorenz، Ralph؛ Mitton، Jacqueline (2002). Lifting Titan's Veil: Exploring the Giant Moon of Saturn. Cambridge University Press. ISBN:0-521-79348-3.{{استشهاد بكتاب}}:  صيانة الاستشهاد: التاريخ والسنة (link)

## وصلات خارجية
- مهمة كاسيني-هويجنز إلى زحل وتيتان. (بالإنجليزية)
- ملف تيتان في موقع استكشاف النظام الشمسي الخاص بناسا. (بالإنجليزية)
- ڤيديو لنزول هويجنز من وكالة الفضاء الأوروپية. (بالإنجليزية)
- كاسيني المختبر المركزي للعمليات (CICLOPS) بحث موقع صور تيتان نسخة محفوظة 10 يناير 2016 على موقع واي باك مشين.. (بالإنجليزية)
- وكالة الفضاء الأوروپية. (2005). وكالة الفضاء الأوروپية—كاسيني–هويجنز. اطلع عليه بتاريخ 28 مارس 2005. (بالإنجليزية)
- الجمعية الكوكبية (2005). TPS: تيتان قمر زحل. اطلع عليه بتاريخ 28 مارس 2005. (بالإنجليزية)
- جامعة أريزونا المختبر القمري والكوكبي (2005). المختبر القمري والكوكبي تصوير الراديومتر الطيفي لمهمة كاسيني-هويجنز إلى تيتان. اطلع عليه بتاريخ 28 مارس 2005. (بالإنجليزية)
- ضوضاء الكائنات الفضائية. هذا التسجيل هو إعادة بناء مُختبَرية لأصوات سُمِعَت بواسطة ميكروفونات هويجنز.
- AstronomyCast: تيتان فريزر كين وپاميلا جاي، 2010. (بالإنجليزية)
- تسميات تيتان و خريطة تيتان مع أسماء المعالم من USGS صفحة التسمية الكوكبية. (بالإنجليزية)